# Китайская историография
Китайская историография (кит. трад. 中國史學史, упр. 中国史学史, пиньинь zhōngguó shǐxuéshǐ, палл. чжунго шисюэши) — история исторической мысли китайской цивилизации. Традиционные исторические сочинения считались частью высокой литературы и в традиционной классификации следовали сразу после конфуцианского канона, составляя библиографический раздел ши бу (史部). Созданный китайскими историками комплекс источников и набор техник их интерпретации является основой исторических дисциплин синологии, причём западное восприятие текстов и событий китайской истории полностью зависит от национальной комментаторской и издательской традиции, археологии и эпиграфики.
Этимология иероглифа ши (史) восходит к гадательным надписям эпохи Шан-Инь и Чжоу (XVI—XI века до н. э.); он изображал чиновника, который держит в руках таблички для письма. Это определило изначальную заданность, морализаторство и официальный характер китайского историописания. Гадательные практики требовали фиксации наиболее значимых событий, относимых к действию правителя; постепенно составление подобных записей приобрело регулярный характер. В эпоху Западного Чжоу при дворе были учреждены должности историографов; в период Восточного Чжоу монополия центральной власти на ритуализированные исторические хроники была утрачена. В условиях борьбы за власть, историографическая деятельность сделалась инструментом консолидации общества и обоснования властных прав; особую роль приобрела интерпретация сопровождавшего смену власти политического кризиса. Древнейшие исторические тексты составили «Книгу истории» («Шан шу»); сохранились также «Бамбуковые анналы» и «Речи царств». Наиболее распространённым жанром оставалась погодичная хроника, имевшая родовое наименование чунь цю («Вёсны и осени»). В национальной историографии важнейшим памятником стала хроника «Чунь цю», автором которой традиционно считается Конфуций; её текст считается первым настоящим историческим сочинением, эталоном, на который равнялись китайские историки.
Историография эпохи империи (III век до н. э. — начало XX века) имела ряд отличительных черт. После воцарения династии Хань происходит принятие конфуцианства как государственной идеологии; параллельно институт ши в условиях конфуцианской монархии поменял свой статус. Из числа чиновников-ши вышли крупные учёные, считающиеся классиками древней историографии (Сыма Цянь, Бань Гу, Сюнь Юэ, Лю Сян, Лю Синь). Основой имперской историографии были конфуцианские концепции, ориентированные на проблемы происхождения власти и норм её функционирования: «Мандат Неба» и «ортодоксальная
преемственность власти» (кит. трад. 正統, упр. 正统, пиньинь zhèngtǒng, палл. чжэнтун), и др. Главной темой исторических сочинений являлись дела правления легитимной династии, причём главным критерием легитимности считалась воля Неба. Последовательную реализацию новые тенденции в историописании нашли в творчестве Сыма Цяня, автора первой сводной истории Китая «Исторические записки» («Ши цзи»). Вклад Бань Гу в становление историографии не менее велик, поскольку он активно разрабатывал конфуцианскую концепцию истории; его «Книга Хань» определила жанровые особенности образцовых историй, составление которых продолжалось в течение двух тысячелетий. Лю Сян и Лю Синь создали первый в Китае систематический каталог всего письменного наследия — «Семь сводов». История начинает обозначаться термином ши, и превратилась в важнейшую для конфуцианской монархии отрасль знания.
Новый этап в развитии историографии наступил при династии Тан. Были созданы 8 (из 24) династических историй, Ду Ю составил «Свод уложений» («Тун дянь»), в котором впервые после Сыма Цяня были собраны сведения о жизни китайского государства с глубокой древности по начало Тан. Позже, в империи Сун под руководством Сыма Гуана был создан свод «Цзы чжи тун цзянь», который также был посвящён всей предшествующей истории Китая. Составление энциклопедических сводов сделалось одной из центральных задач официальной историографии вплоть до XVIII века. По мере кризиса традиционной государственности и идеологии, на рубеже XVIII—XIX веков началось становление современной исторической науки, представленной именами Чжан Сюэчэна, Вэй Юаня, Лян Цичао.
В XX веке сменявшие друг друга власти Китая в равной степени разделяли лозунг «поставить древность на службу современности» (кит. трад. 古為今用, упр. 古为今用, пиньинь gǔ wéi jīn yòng). У истоков новой национальной историографии оказывались учёные, нередко полярно противоположные по исповедуемым политическим взглядам — апологет вестернизации Ху Ши, и глубокий знаток традиционной историографии Гу Цзеган. Марксистская историография представлена именами Ло Чжэньюя, Го Можо, Хоу Вайлу, Бай Шоуи. Быстрые преобразования в области политического строя и духовной культуры остро поставили вопрос судеб традиционной историографии в современном мире. Несмотря на некоторые периоды «отката», власти Китайской республики и Китайской народной республики стремятся не прерывать культурную традицию и проводят курс на абсорбцию основных ценностей китайской цивилизации. После 1980-х годов в КНР под государственным контролем реализуется программа пропаганды национальной истории, охватывающая все слои населения. В 1996—2000 годах был реализован хронологический проект Ся-Шан-Чжоу. В XXI веке Китай активно использует традиционную историографию для решения актуальных политических задач страны. Материалы истории используются в кампаниях по воспитанию «национального духа» (цзин шэнь), патриотизма, утверждения концепции «большой китайской нации» (чжунхуа миньцзу).

## Общие сведения

### Историческая реальность

#### Основные особенности
Согласно современному китайскому историку У Хуайци, традиционной китайской историографии были присущи общие родовые черты, которые определяли её своеобразие, сохранившееся даже после глубокой трансформации её под воздействием западной науки. Таких особенностей он выделял шесть:
1. Стремление осмыслить и рационально исследовать отношения между человеком и Небом;
2. Выявление общих законов истории;
3. Исследование комплексных перемен, приводящих к воцарению и падению династий;
4. Антропоцентризм («поставление людей на первое место»);
5. Стремление к объективности в познании истории и историописании;
6. Осознание самостоятельности исторического жанра, теоретическое осмысление его тропов и стилистики[9].

Данные вопросы были неотделимы от проблематики традиционной философии Китая, в том числе космолого-онтологического понимания истории, вопросов источниковедения, социальной функции истории, и проч. Особенности мышления и восприятия приводили к огромному вниманию к макроистории, в силу чего конкретные вопросы осмыслялись в глобальном контексте. Над историками довлела политическая традиция и необходимость объяснения конкретных причин падения и смены династий, это рано привело к появлению теории «всеобъемлющих перемен» (кит. упр. 通变, пиньинь tōngbiàn, палл. тунбянь), причём важным теоретическим и практическим вопросом были ритмы перемен в рамках определённых стран и народов и их взаимодействия. Антропоцентризм имел отличную от западной форму: личности правителей рассматривались как проекции Неба на земле, однако историки-чиновники понимали силу народных масс, поэтому понятия воли народа и внимание к изменениям нравов и обыкновений имели важное значение, демонстрируя степень угрозы действующей власти или, напротив, уровня социальной гармонии.

#### Категория рода-лэй
Восприятие реальности в китайской философии основывалось на категории «рода» (кит. 类, пиньинь lèi, палл. лэй). Эта категория позволяла моделировать поведение объектов, качеств и сил окружающей среды по отношению друг к другу. Природная и социальная реальность не отделялись друг от друга; точнее, существовало представление об изоморфизме в космосе и социуме, аналогии строения того и другого, и связанной с этим идее подражания космическим образцам. Гармоническое взаимодействие возможно между объектами одного и того же «рода», оно описывалось по аналогии между отношениями возгласа и эха, тела и тени, магнита и железа. Концепция лэй служила основной классификационных рядов в китайской культуре и занимала место причинности. В гармонически функционирующем мире каждая вещь (в том числе человек) занимает определённое положение, благодаря чему может вести себя сообразно своей природе. Если чьё-то поведение не соответствует его природе, это влияет на поведение всего «рода» и вызывает сбой в буквальном смысле в космическом масштабе. Однородные объекты (чаще всего основанием классификации служили инь-ян и у-син), какими бы далёкими друг от друга ни казались, представлялись взаимосвязанными и гармонически взаимодействующими, причём расцвет и преобладание одного рода (например, янского) был несовместим по времени с расцветом и преобладанием его противоположности. Подражание людей Небу влекло за собой представления об ответной реакции высших сил, причём действие и порождённый им ответ считались однородными; принцип ответа считался небесным законом. То, что правитель награждает и наказывает подданных, является справедливостью, а, следовательно, подражанием Небу. Китайское законодательство основывалось на принципе «плохо относиться к тому, кто плох», то есть преступление и наказание сходны, относятся к одному «роду».

#### Политика и история
Характерной чертой китайской историографии, как и политической культуры, является тесная связь политики с историей. В совокупности они образуют своеобразный институт, активно функционирующий и в современности; он основан на традиционно высоком уровне исторического самосознания китайцев как нации. Для широких (необразованных) масс в старом Китае он достигался активным функционированием устной культуры — рассказчиков-шошуды и бродячих театров, чей репертуар в первую очередь основывался на исторических преданиях. Издавались и упрощённые версии конфуцианских текстов, адаптированных к малограмотной аудитории или даже в картинках. Регулярно выпускаются словари и указатели к собраниям речей руководителей, которые использовали традиционные концепты и цитаты из древних книг.
Время возникновения института «политика—история» определить сложно; вероятно, это произошло параллельно формированию политической культуры Китая как такового, то есть VI—III векам до н. э. Термин, обозначающий этот институт, дословно означал «древность», то есть традицию (кит. 古, пиньинь gǔ); к этому понятию обращались идеологи, представлявшие самые разные философские и этико-политические школы. Их объединял практический интерес к построению могущественного государства или идеально управляемого общества, а также специфика политической культуры, основанной на изучении взаимодействия человека, государства и природной среды и выработке оптимальных соотношений их интересов. Наибольшей жизнестойкостью отличались идеологии конкурирующих школ — конфуцианства и легизма; позднее произошёл их синтез, оказавшийся не окончательным.
Л. С. Переломов, основываясь на политической истории КНР, отмечал, что институту «политика — история» свойственны определённые закономерности. В период стабилизации власти (выражаемого в компромиссах или стабилизации отношений властных группировок) «историзация политики» ослабевает и исторические прецеденты используются лишь как риторические фигуры в теоретических разработках и речах вождей государства. В период кризиса, например, противоборства в высших эшелонах власти, неизбежно распространяемого и на весь управленческий аппарат, а в период «Культурной революции» и на всё население, «история» может замещать политику примерно на 90 % и более, ярким примером чего была кампания «критики Линь Бяо и Конфуция» (1973—1974). При этом политическая традиция главенствует в общественно-политической жизни Китая, оказывает влияние на экономику и внешнюю политику. Для нормального функционирования этого института властям требуется высокий уровень исторических знаний населения, поэтому в Китае активно издаётся историческая литература, рассчитанная на широкие массы, государство финансирует постоянные переиздания и комментарии к древним историческим источникам. После 1980-х годов наметилось поэтапное, но неуклонное возвращение в политическую культуру Китая конфуцианских ценностей.

### Историческое время

#### Древность и современность
После работ М. Гранэ и Дж. Нидэма, в синологии утвердилась концепция преобладания в Китае циклических представлений о времени, впрочем, не исключавшая определённых элементов линейности. Китайская философия разных школ и направлений оперировала одними и теми же терминами, причём, собственно, «время» (кит. 时, пиньинь shí, палл. ши) понималось архаично — как конкретные, разнонаполненные отрезки, благоприятные или неблагоприятные для тех или иных видов деятельности. Конфуцианство, веками определявшее идеологию китайской государственности, считало древность высшей и абсолютной ценностью, по сравнению с которой современность рассматривалась как время духовного упадка и вырождения, что не компенсируется гораздо более развитой материальной сферой. Согласно конфуцианской теории нормативного поведения (разработанной Дун Чжуншу), Небо и его принципы-ли неизменны, и таким же должно быть ориентированное на него поведение. Иными словами, существуют модели поведения и порядки, общие для древности и современности, выражаемые в Дао. При этом современность не мыслилась отделённой от древности непреходимой гранью. Отсюда важная для конфуцианства концепция «возвращения древности» (кит. 复古, пиньинь fù gǔ, палл. фу гу). Установка на идеальную древность, не исключала признания изменений в истории, разницы между эпохами и поколениями, чередование расцвета и упадка. При этом в разных школах — особенно у даосов — могли реализовываться разные установки на реальность: неизменную или непрерывно меняющуюся. Тем не менее, конфуцианцы и даосы в равной степени разделяли концепцию материальной эволюции и духовного вырождения. Это двуединый процесс, идущий от глубочайшей древности, «когда были установлены Небо и Земля и рождены люди».

#### Династии
По представлениям китайских историков, единственным политическим строем Китая была монархия, причём древнекитайские мифологические комплексы, видимо, в последние века до нашей эры были радикально историзированы. Древнейшие мифические фигуры — культурные герои — превратились в «трёх властителей и пять императоров», период правления которых отодвигался примерно в 3-е тысячелетие до н. э. Весь этот период распадался на эпохи правления династий. В синологической терминологии династия — не правящий дом, а самостоятельный режим, чьё существование осмысливалось в конфуцианских категориях. Династия — это основная единица исторического процесса, время существования которой является базовой единицей отсчёта исторического времени. Легитимными считались только те режимы, которые получили санкцию Неба на обладание престолом. Набор таких династий — двадцать пять — был фиксирован и не подвергался пересмотру. Все прочие режимы считались нелегитимными. Легитимные династии считались равноправными участниками исторического процесса, их точные хронологические рамки имели особое политическое и идеологическое значение. При этом в исторических трудах чётко обозначалось, что провозглашение новой династии автоматически означает одновременное крушение предшественницы, события были жёстко синхронизированы. Политическая теория конфуцианского Китая основывалась на принципе непрерывности власти. Провозглашение новой династии вело к началу новой эры, а все события и персонажи привязывались к династийной принадлежности.
Династия включала царствования конкретных правителей, которые обозначались различными временными системами. Важнейшим был счёт лет по девизам правления. Данная практика была официально введена в 140 году до н. э. Ханьским У-ди, но, вероятно, возникла раньше. Девиз при этом мыслился как формула, рассчитанная на положительный отклик Неба для обеспечения поддержки правителя и успешности его правления. Избранный девиз вступал в силу с начала нового календарного года, поскольку предыдущий год относился к правлению предшественника и шёл под его девизом. Вплоть до середины 2-го тысячелетия н. э. монархи Китая очень часто меняли девизы правления, в том числе, если оно было непродолжительным; в исторических трудах обозначалось только время действия девиза. Только при династиях Мин и Цин девиз, избранный правителем при вступлении на престол, сохранялся до конца его царствования. Девиз, зачастую, отождествлялся с личными (табуированным) именем монарха. После кончины правитель получал ритуальное храмовое имя, которое использовалось историками для обозначения всего пребывания покойного на престоле. Храмовые имена были введены при династии Хань, но до Тан присваивались только отдельным, особо выдающимся монархам. Посмертная титулатура (особые почётные титулы или имя заупокойного храма) не менялась, в отличие от девизов правления. Сложность для исследователя составляет практика придания царственного статуса «предкам-основателям» царствующего дома с присвоением всей канонической титулатуры. Время «правления» (например, Хоу-цзи, или Чингисхана, или Нурхаци) находилось за хронологическими рамками существования данной династии и в него не включалось, было автономно, но отсчитывалось по тем же правилам, что и время любого другого легитимного правителя. Абсолютное время отсчитывалось по циклическому календарю, оперирующему 60-летними циклами, но в историографии самостоятельно календарная система не использовалась и была только дополнительным указателем.

### Периодизация
Разделение явлений и событий на «древние/старинные» (кит. 古, пиньинь gǔ, палл. гу) и «недавние/последние» (кит. 近, пиньинь jìn, палл. цзинь) существует в китайских исторических текстах с эпохи Хань, причём условная граница, разделяющая прошлое и настоящее, смещалась с ходом истории. Иными словами, объём дат, биографий и событий, относимых к «древности», непрерывно возрастал. С начала XX века из западной историографии была заимствована тройственная периодизация от древности до нового времени, но истолкованная на собственном историческом материале. Всё, что было до начала XIX века, подпадает под классификацию «древней истории» (古代史), «новой историей» (近代史) именуют промежуток 1840—1911/1919 годов. Новейшее время делится на «современную историю» (現代史): 1912/1919 — 1949 годы, и «текущую историю» (當代史), которая началась после образования Китайской народной республики в 1949 году. Во всех случаях вехами периодизации выступают события политической истории, соответственно: Первая опиумная война, Синьхайская революция, «Движение 4 мая 1919 года» и основание КНР.
Таким образом, древность составляет наибольшую по протяжённости часть истории Китая и требует собственной периодизации. Эпоха становления китайской государственности, приведшая к образованию империи, обобщённо именуется «Доциньской» (先秦) или «архаической/древнейшей» (上古). Внутри этот 1900-летний период использует традиционные обозначения: «Три династии» (Ся, Шан, Чжоу). Период Чжоу делится на Западный и Восточный; Восточное Чжоу включает периоды Чуньцю и Чжаньго. Следующий — имперский — период, длившийся примерно 2200 лет, разделяется на 7 или 8 династических циклов, основываясь на чередовании политической консолидации и раздробленности. Данная периодизация полностью заимствовала конфуцианские представления о династиях, как правящих режимах, санкционированных Небом, набор которых является каноническим, и отсчитывается от Чжоу. Смена режимов рассматривается как наступление порядка после хаоса. Данный подход является, во-первых, моральным, во-вторых, телеологическим, в-третьих, сосредоточенным на придворной политике и проблемах управления.
С первой трети XX века проводились попытки адаптации к китайским реалиям марксистско-ленинской периодизации, основанной на смене общественно-экономических формаций («пятичленка»). Здесь выделялись: «доклассовое/первобытное», рабовладельческое, феодальное, полуколониальное и капиталистическое общество. Это породило длительную дискуссию о границах первобытности, рабовладения и феодализма в Китае, не законченную по сей день. В зависимости от личных взглядов и предпочтений историков, граница между ними может отсчитываться от 3-го тысячелетия до н. э. (то есть культуры Луншань), а династии от Шан-Инь и Чжоу вплоть до Хань, могут рассматриваться и как рабовладельческие, и как феодальные. Разложение феодальных отношений, как правило, относится к династиям Мин или Цин, в экономике которых выделяются «ростки капитализма» (资本主义萌芽). Советские, японские и западные историки-марксисты стремились привязать историю Китая к традиционной тройственной периодизации «древность — средневековье — новое/новейшее время». Переходные периоды обычно привязаны к событиям европейской истории, поэтому китайское Средневековье обычно отсчитывается от Троецарствия или Наньбэйчао; в свою очередь, Новое время начинается в эпоху Мин (иногда в Киотоской историографической школе выделяется «китайский Ренессанс» в эпоху Сун). Главным недостатком такой периодизации является то, что она плохо соотносится с историческим опытом китайской цивилизации и создаёт ложные аналогии с европейской историей. В современной западной историографии, в частности, в «Кембриджской истории Китая» используется тройственное деление «формативный/доимперский — имперский — пост-имперский» периоды, которое мало пригодно, по оценке Э. Уилкинсона, для конкретных исследований. Он же отмечал, что «какая бы периодизация ни была избрана… она должна служить целям анализа источников и исторической памяти, а не смирительной рубашкой».

## Традиционные исторические жанры
Важной особенностью традиционной китайской историографии является сложный состав корпуса сочинений. Старый Китай не знал понятия «жанр», взамен традиционная библиографическая классификация оперировала категорией «рода»-лэй (类, всего 15), внутри которых по способу организации материала выделяли 26 «форм/видов» (体, ти). Каждый из «родов» обладал присущими только ему признаками. Речь шла не только о композиции, но и проблематике, статусе и функциональной принадлежности. Эти понятия характеризовали разные качества предмета, причём лэй была более общей категорией. Изначально этот иероглиф обозначал жертвоприношение Верховному владыке, осуществляемое только при смене правителя или династии. Особенностью китайского историописания был его официальный характер со времени зарождения; источников частных, тем более — личного происхождения, сохранилось и создавалось несравнимо меньше. Поэтому главным критерием при определении жанра исторического сочинения служила проблематика, которой оно было посвящено, и его функциональное предназначение. При дворе не создавалось «нестандартных» сочинений, не соотнесённых с установленным жанром; по выражению Этьена Балаша, «историю писали чиновники для чиновников». В сочинениях, создаваемых частным образом, жанровая принадлежность значения не имела, соответственно, не было формальных ограничений; однако, по мнению Б. Г. Доронина, «то была периферия исторической науки».
Б. Г. Доронин выделял следующие базовые жанры, свойственные китайской историографии:
1. Анналы (кит. 编年, пиньинь biānnián, палл. бяньнянь) — первый вид сочинений китайской историографии, имеющий признаки самостоятельного жанра. Его появление связывается с именем Конфуция как составителя летописи «Чуньцю». Жанровые признаки оказались чрезвычайно стабильными, и до XX века анналистика оставалась одним из основных видов исторического повествования. Со временем, сохранив хронологический принцип, из анналистики выделились самостоятельные жанры. Наиболее известный поджанр создал Сыма Гуан, заложив основы в сочинении «Цзы чжи тун цзянь»: летописное по форме сочинение, охватывающее некую совокупность событий от начала до конца, с моральным посылом[24].
2. Династийные истории. Признаки жанра также фиксируются в самом начале китайской историографии, причём с точки зрения формы изложения, данный жанр обозначается как аннало-биографический (кит. трад. 記傳, упр. 记传, пиньинь jìzhuàn, палл. цзичжуань). Первым представителем жанра считаются «Ши цзи» Сыма Цяня; канонический набор XVIII века включал 24 династийные истории, которые определяли магистральный путь развития императорской историографии. С данным жанром были связаны самостоятельные «роды» и поджанры, служившие разным целям. Источниками для составления образцовых историй были «дневники[кит.]» и «правдивые записи[англ.]», а внутри династийных историй сформировались жанры биографий и «книг о делах правления», а также некоторые другие[25].
3. Полное описание событий[кит.]. Создателем данного жанра считается Юань Шу, выбравший из «Цзы чжи тун цзянь» 239 узловых (по его мнению) событий истории Китая за 1500 лет, и давший им полное описание. Позднее труды такого типа стали готовить до династийному принципу: было создано 11 сочинений, в которых дано подробнейшее описание 846 событий от 722 года до н. э. до 1912 год н. э. Существуют и субжанры, в названиях которых отсутствуют иероглифы цзиши бэньмо[25].

Текстуальный корпус традиционной китайской историографии огромен: суммарный объём 24 династических историй составляет 3230 свитков-цзюаней; комплект «Правдивых записей» династии Мин — первого, который сохранился в сравнительно полном виде, включал около 3000 цзюаней, его современное издание занимает 133 тома большого формата. Для сравнения: известно, что объём аналогичных по функции «Правдивых записей» династии Тан составлял 785 цзюаней, но сохранился фрагмент текста лишь одного из них. Сводное издание записей династии Цин занимает 4355 цзюаней (1220 томов), при том, что эти сочинения при императоре Пу И не составлялись (записи одного только правления Цяньлун включают 1500 цзюаней).
Несмотря на то, что с исчезновением империи резко изменился статус историописания, традиционные жанры не исчезли. Например, к 50-летию КНР было создано сочинение, содержащее в заглавии «Чунь цю», фундаментальная летопись событий XX века получила название «Тун цзянь», а материалы партийных съездов публикуются в виде «правдивых записей».

## История традиционной китайской историографии

### Ранний период

#### Истоки историографической традиции
В древнейшем словоупотреблении иероглиф ши (史) изображал чиновника, который держит в руках таблички для письма. Это было обозначение социальной группы, занятой представителями одного и того же семейства по наследству; их основным занятием была работа с письменностью. Однако западные понятия «историк» или «скриб» не исчерпывают значения иероглифа. Синонимами его в древней письменной традиции выступали кит. 巫, пиньинь wū («шаман») и кит. 瞽, пиньинь gǔ («старец-слепец»). В конфуцианском каноне «Чжоу ли» утверждалось, что шаманы, состоящие на службе правителя, были и мужчинами, и женщинами; их главная функция была сакральной, они общались с духами и исполняли боевые танцы, а также сохраняли изустно генеалогии и героические предания. Старцы считались знатоками музыки и этикета; китайские исследователи XX века проводили аналогии с древнегреческими аэдами, несмотря на то, что существование в Древнем Китае эпоса дискутируется. Вплоть до династии Хань профессия историка была наследственной, в социальном отношении эта группа, вероятно, принадлежала к аристократии. В сохранившихся документах эпохи Восточное Чжоу, число лиц, к которым прилагался титул ши, исчислялось сотнями.
По мнению Лу Синя, изобретение китайской письменности было заслугой шаманов-у, которые нуждались в средствах фиксации ритуалов и сопутствующих им событий. Лю Шипэй также считал, что историописание и возникновение письменности были тесно связаны, и из фиксации исторических событий в Китае сформировались все отрасли словесности и науки. Легендарный Цанцзе считался создателем и письменности, и историографии. Двойственность ритуально-исторических профессий также была рано зафиксирована, и в словаре «Шо вэнь», а позднее и в «Книге Хань» Бань Гу описывались «левый» и «правый» историки, один из которых фиксировал действия правителя, а второй необычайные природные явления, и занимался их интерпретацией. Возможно, что иероглифике предшествовало узелковое письмо. Этимология иероглифа ши была раскрыта Ло Чжэньюем и Ван Говэем, после начала исследований гадательных надписей эпохи Шан-Инь. В древнейших надписях представлены многочисленные записи о ритуалах, представленных по особому формуляру, которые содержат многочисленные сюжеты. Хоу Вайлу и Го Можо интерпретировали некоторые надписи в том смысле, что уже во II тыс. до н. э. в иньском обществе функции жрецов и историков были разделены. Японский синолог Найто Торадзиро, хорошо знакомый с Ло Чжэньюем и Ван Говэем, выдвинул предположение, что историография эпохи Шан появилась из воинских ритуалов, которые в бронзовом веке превалировали над гражданскими делами. Тогда иероглиф «твёрдость, добродетель» (кит. 貞, пиньинь zhēn), с древнейших времён ассоциируемый с профессией историка, был связан с подсчётом числа стрел, выпущенных во время ритуала; также он обозначал специалиста-гадателя, который фиксировал результаты прорицания на кости или бронзовых изделиях. Этимология иероглифа «знание, запоминание» (кит. 知, пиньинь zhī) восходит к понятиям «стрела» и «рот». С. Кучера утверждал:

…Сам факт записи событий (в принципе не нужной ни для обращения с вопросом, ни тем более для получения ответа и к тому же требовавшей определённого труда) может быть истолкован как проявление желания оставить их в назидание потомкам и как наличие у шан-иньцев естественного субисторического сознания.
Надписи на бронзовых сосудах эпохи Западное Чжоу содержат сведения о деяниях и заслугах предков владельца сосуда или правящего дома; там можно проследить связи древних событий с современными и содержится увещевание потомкам действовать соответствующим образом. Лексика и грамматика этих надписей соотносятся с древнейшими слоями текста «Канона истории» (результата деятельности древних ши), в котором впервые появилась формула «учиться у древности» (кит. 稽古, пиньинь jīgǔ), которую С. Кучера называл выражением «протоисторического мышления». Ещё в XVIII веке цинский историк Чжан Сюэчэн выдвинул предположение, что древнейшие конфуцианские каноны являются историческим источником.

#### Возникновение китайской историографии: период Чуньцю
Осмысленное изучение истории в Китае традиционно связывалось с фигурой Конфуция, который считался кодификатором древнего литературного наследия и автором известной хроники «Чуньцю», а также компилятором «Канона поэзии». Деятельность Конфуция привела к резкому повышению престижа прошлого в среде образованных людей. Собственное учение Конфуция не отрицало предшествующей традиции, созданной ши, и усвоило древний канон и основные концепции. Важнейшими из них был культ Неба, организмическое восприятие мироздания (безличное, не обладающее сознанием Небо реагирует на действия людей в Поднебесной) и концепция «Мандата Неба». Однако с именем Конфуция связывают и антропологический поворот в китайской мысли: Небо стало восприниматься как резонатор человеческих действий, а высшие силы — как имманентные человеческому существованию. Американские исследователи У Аньцзу и Эдвард Ван предположили, что Конфуций рационализировал историческое познание:

Цзы Чжан спросил:

— Можно ли знать, что будет через десять поколений? 

Учитель ответил:
— [Династия] Инь наследовала Правила [династии] Ся. То, что она отбросила, и то, что она добавила, — можно знать. [Династия] Чжоу наследовала Правила [династии] Инь. То, что она отбросила, и то, что она добавила, — можно знать. Поэтому можно знать и о тех, кто сменит [династию] Чжоу, хотя и пройдёт сто поколений.— Лунь Юй, II, 23. Пер. Л. С. Переломова
Сочетание иероглифов «можно знать» (кит. 可知, пиньинь kězhī) в этом пассаже имеет значение «познаваемый» вообще. Иными словами, Конфуций формулирует основную задачу исторической науки: познание прошлого служит предсказанию будущего, поскольку действия современников исходят из прошедшего опыта, а будущее неизменно отражается в прошлом. Действия людей — это деятельность людей в прошлом. Деятельность Конфуция, однако отличалась от работы придворных ши, хотя включала одинаковые операции с текстами. Ещё до рождения Конфуция древняя политическая система (условно именуемая «имперской») рухнула, а учитель считал, что Небо возложило на него миссию её восстановить путём интеллектуальной работы и морального убеждения. Последователей Конфуция стали именовать «учёными» (кит. 儒, пиньинь rú).
Современные исследователи склонны подчёркивать религиозный и космологический смысл деятельности Конфуция и его современников. Ко времени его жизни — эпохе Восточного Чжоу — Китай делился на множество небольших государств, при дворах которых существовала прослойка чиновников-книжников. Когда произошёл переход от деятельности шаманов-гадателей к светским чиновникам, остаётся неясным. В то же время, Дэвид Морган утверждал, что модель древнекитайской религиозности отличалась от привычной для христианского или исламского мира, не будучи связана с пророками и поклонением сверхъестественным сущностям. Конфуцианская традиция очень рано «историзировала» мифологические комплексы, поэтому исторические тексты заняли в конфуцианском каноне место священных писаний, а культ предков предполагал составление и ведение генеалогий, особенно владетельных домов. Годичные хроники, вероятно, велись во всех древнекитайских государствах, однако традиция сохранила единственный образец — летопись царства Лу, составление и редактирование которого связывалось с именем Конфуция и его учеников. Та же традиция утверждала, что сухой и лапидарный текст таил множество смыслов, закодированных путём использования и неиспользования определённых иероглифов. В современной историографии чаще встречается предположение, что Конфуций использовал древнюю поэзию и анналы как учебное пособие для назидания своих учеников в ритуале и морали.

#### Историография периода Чжаньго
Изменения исторического сознания и статуса сословия ши
В период Чжаньго возникает исторический нарратив и происходит соединение безэмоционального хроникального жанра с записями живых речей (возможно, вымышленных), породившими канонические и неканонические тексты, такие как «Цзо-чжуань» или «Го юй». Памятник «Цзо-чжуань» в традиции воспринимался как обрамляющий комментарий к летописи «Чунь цю»; в современных исследованиях этот текст рассматривается как первое историческое повествование в Китае. Этот текст структурирован по хронологии, что приводит к непоследовательности композиции и разорванности эпизодов, однако данный памятник предоставляет контекст описываемых событий и зачастую причинные связи между ними. Традиция утверждала, что «Цзо-чжуань» была написана Цзо Цюмином — ши государства Лу и современника Конфуция и, якобы, отражала устную комментаторскую традицию, для которой была характерна путаница и противоречия. Как обрамляющий комментарий к летописи Конфуция «Цзо-чжуань» характеризовал и Сыма Цянь. В современной историографии единоличное авторство «Цзо-чжуани» оспаривается; этот текст сам представляет длительную традицию передачи. Соединение анналистики и повествовательного жанра — фиксации речей, возможно, обозначало снижение социального статуса ши и упадка соответствующей традиции, связанной с ритуалами и идеологией дома Чжоу. Упадок вызывался расхождением между исторической реальностью — периода Борющихся государств — и чжоуской идеологии стабильного миропорядка, санкционированного Небом. Изменилось даже восприятие исторического времени: летопись Конфуция начинается с фиксации «установления первого месяца» верховным правителем. Напротив, модель исторического письма, заложенная в «Цзо-чжуани», привела к появлению совершенно нового жанра — образцовой хроники, который в дальнейшем был канонизирован Сыма Цянем и Бань Гу. Постепенно иероглиф ши менял своё значение: основной коннотацией сделалась «книжник», «образованный человек», а социальный состав носителей образованности становился с течением времени всё более пёстрым.
По мнению У Аньцзу и Эдварда Вана, распад чжоуской государственности привёл и к упадку шаманской ритуальной коммуникации, с которой сословие ши было генетически связано. Чжоуский ван, вероятно, являлся верховным шаманом, главной функцией которой были гадания как часть ритуала вопрошания Неба, а также истолкование ответов оракула и «действия» жертвоприношений. После распада единой державы на уделы и начало войн, более не санкционированных верховной властью, сословие ши, сохранив веру в упорядоченность мироздания, более не имели статуса при дворе. В результате, в тексте «Цзо-чжуани» можно извлечь сведения о том, что ши предлагали свои услуги удельным князьям и гегемонам-ба, проводили гадания и прогнозировали ход боевых действий и природных катаклизмов. Это же стимулировало интерес к размышлениям о природе истории и сущности хорошо управляемого государства. В результате именно в период Чжаньго произошёл «взрыв» теоретизирования, направленного, прежде всего, на отношение Неба и человечества, а не религиозных культах.
Жанровые и содержательные особенности «Цзо-чжуани»
Как было установлено ещё Б. Карлгреном, текст «Цзо-чжуани» был составлен не ранее, чем к рубежу IV—III веков до н. э. Жанровая природа этого памятника трудноопределима, поскольку он сочетает черты комментария к краткому и невнятному тексту «Чунь цю», а также свободного повествования о событиях, так или иначе связанных с сообщениями летописи, или даже не связанных с ними. Текст может считаться также литературным, поскольку его автор (или авторы) стремились соединить передачу психологии характеров с раскрытием логики поступков. По мнению Л. С. Васильева, «Цзо-чжуань» является своего рода субститутом эпоса, существование которого в чжоускую эпоху не доказано. При этом собственно религиозной составляющей этот текст лишён, а упоминания о древних божествах или культурных героях спорадические, и «представляют в тексте мумию». «Го юй» по своим содержательным и литературным достоинствам не сопоставим с «Цзо-чжуанью», однако, отчасти, может представить альтернативный взгляд на описанные в нём персоны и события. Событийный ряд «Го юя» так или иначе привязан к летописи Конфуция, а сюжеты и события представляют варианты, описанные в «Цзо-чжуани». Л. С. Васильев писал, что перевод заглавия должен быть не дословным: «Речи царств», а, скорее, «Повествование о царствах» или «Речи в царствах». При этом совершенно не ясен принцип отбора материалов, когда из 21 главы памятника могущественному царству Цзинь посвящены девять, а не уступавшему ему по влиянию Ци — всего одна. Ещё одной характерной особенностью исторических текстов периода Чжаньго Л. С. Васильев именовал широкое использование их авторами интерполяций, которые позволяли описывать «сбывшиеся» предсказания и предостережения оракула, вводить философские рассуждения об инь-ян и первоэлементах, которых в разных главах оказывается то пять, то шесть. Поскольку тексты были связаны с Конфуцием, задним числом вносились ремарки от имени первоучителя, содержащие его оценки событий. О недостоверности подобных текстов свидетельствует то, что Конфуций должен был высказываться о некоторых событиях, ещё когда был подростком. В «Цзо-чжуани» содержатся даже рассказы о военных подвигах Конфуция и о его палаческой деятельности.
Различие в содержании «Чунь цю» и «Цзо-чжуани» коренится и в том, что за столетие, прошедшее после смерти Конфуция, у современников не осталось сомнений, что реставрация дома Чжоу и идеальных порядков древности невозможна. Поэтому у ши-книжников появилась новая задача: разработать метод сохранения исторической памяти, чтобы не утратить смыслов древнего ритуала. Проблема заключалась в том, что прошлое фактически конструировалось, и его описания (как и интерпретации) резко отличались у разных авторов, например, Мэн-цзы и Мо-цзы. При этом Мэн-цзы описал схему исторического развития, в которой, при желании, можно усмотреть понимание ускорения темпов перемен и развития в некоторые исторические эпохи. При этом жизнь Конфуция, как и самого Мэн-цзы, приходилась на период, в который воля Неба выражалась особенно ясно:

1) Мэн-цзы сказал: От Яо и Шуня до Чэн Тана более 500 лет. Такие лица, как Юй и Гао Яо видели их и знали их учение. Что касается Чэн Тана, то он знает учение Яо и Шуня понаслышке.

2) От Чэн Тана до Вэнь-вана тоже более 500 лет. Такие лица, как И Инь и Лай Чжу видели Чэн Тана и знали его учение, Вэнь-ван же знал его понаслышке.

3) От Вэнь-вана до Конфуция тоже более 500 лет. Такие люди, как Тай-гун Ван и Саньи Шэн видели Вэнь-вана и таким образом знали его учение; Конфуций же знал его понаслышке.

4) От Конфуция до настоящего времени 100 с лишком лет. Расстояние по времени от века мудреца столь не далеко и так близко лежала резиденция его! Неужели при таких обстоятельствах нет никого, кто бы передал его учение?! Неужели так и нет никого?!— Мэн-цзы (VIIБ, 38), пер. П. С. Попова

### Ханьский период

#### Объединение Китая
К концу III века до н. э. практически все ведущие мыслители Китая разных школ признавали концепцию перемен и динамического устройства мироздания. В частности, Хань Фэй считал само собою разумеющимся, что новая эра сменяет старую, хотя и не пытался объяснять механизм её смены. В этот период традиционная функция ши — социальное теоретизирование и предсказание будущего — переходит к интеллектуалам, которые, как Мо-цзы, Мэн-цзы, Хань Фэй, Шан Ян, Сюнь-цзы, Цзоу Янь, не были представителями этого сословия. Цзоу Янь, вероятно, был мыслителем нового типа, который осуществил космологический синтез, сформулировав теорию, использованную для легитимизации объединения Китая династией Цинь. Поскольку ни одного из его сочинений не сохранилось, немногие сведения приходится черпать из Сыма Цяня, который, вероятно, сам находился под влиянием его теории коррелятивной космологии и пяти элементов, которая ко II веку до н. э. полностью вытеснила все альтернативные теории. Эта теория была использована в энциклопедии «Люйши чуньцю», работу над которой оплатил могущественный министр Люй Бувэй, причём космология явно была использована для решения политических задач. В энциклопедии описано, что Цзоу Янь, якобы, предсказал, что династия, которая сменит Чжоу, будет связана с первоэлементом воды и чёрным цветом, в соответствии с доктриной смены пяти элементов. После воцарения Цинь Шихуана именно этот элемент и геральдический цвет были приняты, чтобы включить государство в цепь легитимной династической преемственности. Для циньского императора, по-видимому, это было также возможностью управлять природными силами — по крайней мере, символически.

#### Сыма Цянь
После кровавого падения дома Цинь и воцарения династии Хань, для её монархов и знати идеологическая унификация империи была неотделима от политического объединения. Практически всё первое столетие её правления конфуцианство активно конкурировало с легизмом и сектами раннего даосизма; этот период эволюции учения отразился в энциклопедии «Хуайнань-цзы». Тем не менее, по преданию, Гуньсун Хун получил должность первого министра из-за умения толковать летопись «Чунь цю». В царствование императора У-ди, благодаря деятельности Дун Чжуншу, началось резкое усиление влияния конфуцианства при дворе. Коллегами и учениками Дун Чжуншу были придворные астрологи и историографы — отец и сын Сыма Тань и Сыма Цянь. Существует предположение, что император У-ди стремился разработать такую идеологию и картину исторического прошлого, в которой бы Цинь была удалена из династической преемственности, а обоснование легитимности Хань не требовало бы уничтожения исторической памяти и её носителей, а также канонических текстов. Реализуя данный социальный заказ, отец и сын Сыма создали историческую традицию, радикально отличающуюся от той, которую они унаследовали. Особенность мышления Сыма Таня и Сыма Цяня заключалась в том, что они рассматривали все существовавшие к тому времени общественно-политические и религиозные учения как органическую часть единого целого, в каждом из которых имеются достоинства, которые могут быть применены на практике. Сыма Цянь отличался и тем, что воспринял из конфуцианской традиции подлинный историзм, а из учений Цзоу Яня и Дун Чжуншу — степень перемен, происходящих в мире и необходимость их рационального объяснения. Из конфуцианства Сыма Цянь унаследовал идею абсолютных моральных ценностей и вытекающую из них дидактическую ценность истории.
Станислав Кучера именовал вклад Сыма Цяня в становление китайской историографии как «революционный». Его «Ши цзи» («Исторические записки») оказались первым сводным историческим трудом, который имел конкретного автора. Хронологический охват и объём материала этого труда не имеют аналогов: книга в 130 глав включает сведения практически обо всех сторонах жизни древнекитайского общества и ряда соседних народов (чосонцев, сюнну и др.) на протяжении 25—30 столетий. Новаторской была и структура книги, отражающая своеобразие и зрелость мышления древнего историка. «Ши цзи» состоят из пяти крупных разделов: «Основные записи», «Хронологические таблицы», «Трактаты», «Наследственные дома» и «Жизнеописания», каждый из которых охватывает от 8 («Трактаты») до 69 («Жизнеописания») глав. «Основные записи» представляют собой хроники царствований отдельных правителей от легендарного Хуан-ди (2697—2598 годы до н. э.) до ханьского У-ди (140—87 годы до н. э.); «Хронологические таблицы» являются нововведением Сыма Цяня и представляют общую канву правлений и событий периода Чжоу; свои источники, значительная часть которых не дошла до наших дней, Сыма Цянь перечислил в предисловии к таблицам. «Трактаты» — это небольшие монографии, в которых, в частности, описаны обряды, музыка, календарь, астрономия, жертвоприношения, экономика. Раздел «Наследственные дома» посвящён истории удельных княжеств и крупнейших царств, объединённых Цинь; в этом же разделе помещена биография Конфуция. Раздел жизнеописаний включает не только индивидуальные и коллективные биографии, в частности, учеников Конфуция, но и главы, посвящённые сопредельным народам и странам: сюнну, южным и восточным юэ, и проч. Примечательной особенностью стиля Сыма Цяня была мозаичность изложения, когда одни и те же события могли излагаться с разных точек зрения (и на основании разных источников) в разных частях «Исторических записок». Например, в «Основных записях» историк выразил откровенное порицание жестокости политики и легистской философии империи Цинь (глава 6), но лишь мельком упомянул покушение на Цинь Шихуанди, совершённое Чжан Ляном, который затем участвовал в воцарении дома Хань. Подробно эта история описана в собственной биографии Чжан Ляна в 55-й главе. Аналогично описана история основателя ханьской династии Гао-цзу: в его биографии в «Основных записях» государь представлен в благоприятном свете, а в описании других событий и персонажей, связанных с ним, раскрыты различные эпизоды, в которых государь представлял в разных ракурсах, в том числе как безжалостный себялюбец и тиран.

#### Бань Гу и его продолжатели
Обыкновенно в историографии упоминается, что труд Сыма Цяня заложил формат основополагающего для Китая жанра «образцовой истории»; в действительности произведение, в полной мере обладающее всеми признаками жанра, было создано столетием спустя. «Хань шу» по обстоятельствам создания напоминала «Ши цзи»: труд был начат отцом — Бань Бяо, в основной части написан и скомпилирован крупным сановником Бань Гу, а после его кончины вследствие придворных интриг, завершён первой женщиной-писательницей Китая Бань Чжао. Близким другом семьи был и знаменитый философ-скептик Ван Чун. Хотя содержательно «Книга Хань» унаследовала структуру и, отчасти, материалы, переписываемые из «Ши цзи», отличия были существенными. В техническом отношении история не содержала раздела «Наследственные дома», поскольку их не было при династии Хань. Более того, в отличие от всеобъемлющих «Исторических записок», «Книга Хань» была посвящена истории одной династии, именем которой и была названа. Первостепенной целью Бань Гу было легитимизировать воцарение династии Хань и её место в общем цикле династической преемственности Китая. Он полностью разделял концепцию Дун Чжуншу о «взаимном реагировании Неба и человека» и всемерную централизацию власти на основе конфуцианства как государственной идеологии. Заглавие также отсылало к канону «Шан шу», поскольку, согласно данной теории, Бань Гу заявил, что в эпоху Хань вернулось Дао Яо и Шуня.
«Хань шу» состоит из 100 глав, разделённых на 4 секции: «Основные записи» (12 глав), «Таблицы» (главы 13—20), «Трактаты» (21—30), «Жизнеописания» (31—100). Описания раннеханьских правителей — Гао-цзу, императрицы Люй-хоу и У-ди были заимствованы из труда Сыма Цяня, но с некоторыми исправлениями и иначе расставленными акцентами. В биографиях Дун Чжуншу, Лю Сяна и Лю Синя помещены многие примеры реагирования Неба на деяния человечества. В разделе «Трактаты» Бань Гу поместил составленные Лю Сяном «Семь сводов» (кит. 七略, пиньинь qīlüè) — каталог императорской библиотеки, который представлял собой аннотированный перечень всех книг, доступных придворным интеллектуалам; всего 13 219 цзюаней разных текстов (603 заглавия).
По мнению У Аньцзу и Эдварда Вана, причиной успеха «Хань шу» в среде современников стала, во-первых, откровенная политическая направленность компендиума, а, во-вторых, предложенная модель представления материала, которой пользовались до начала XX века. Ещё в период жизни Бань Гу правительство создало историографическую комиссию для подготовки материалов к истории собственной династии — Восточной Хань. Специалисты работали и хранили собранные ими материалы в дворцовом павильоне Дунгуань. Во II веке начальником этого проекта стал Цай Юн, чьи работы намного позже вошли в состав «Хоу Хань шу». В этот период к работе историографического управления был привлечён Сюнь Юэ, которому было предложено создать сокращённую версию «Книги Хань», и около 200 года он представил «Хань цзи» («Записи о династии Хань»). Это был самостоятельный труд, основанный на материале «Хань шу», но выстроенный по лекалам «Цзо-чжуани», привязав все события к конкретным датам; если точную датировку было невозможно установить, событие встраивалось в логическую последовательность. Несмотря на то, что Сюнь Юэ активно использовал моральные оценки, он явно сомневался в корреляции земных событий и небесных явлений, и их действенности.

#### Полемика о «канонах древних и современных знаков»
После уничтожения конфуцианских канонов Цинь Шихуанди, в начальный период правления династии Хань встала проблема восстановления их текстов. Они были записаны со слов старых учителей введённым при Цинь уставом-лишу, поэтому тексты «Пятиканония» ещё именуются по именам старцев, которые передали их изустно. Так возникла «Школа канонов современных знаков» (кит. трад. 今文經學, упр. 今文经学, пиньинь jīnwénjīng xué), в которой Пятиканоние считалось написанным Конфуцием. Гунсунь Хун и Дун Чжуншу добились проведения государственных экзаменов, на которых знатокам канонов присваивали степень боши (博士). В русле этого направления был создан комментарий «Гунъян чжуань», в котором летопись «Чунь цю» рассматривалась с точки зрения «великих смыслов» и «сокровенных значений» слов — своего рода конфуцианская экзегетика. Бань Гу сообщал, что в I веке до н. э. в стене дома Конфуция, якобы, были обнаружены тексты «Шан шу» (или других канонов), записанных дореформенными иероглифами («Стенная книга», 壁经). Потомок Конфуция Кун Аньго настаивал на их канонизации, но это было сделано только при Ван Мане. По предложению Лю Синя учёные степени стали присуждать за знание канонов в версии древних знаков, что привело к ожесточённой политической и теоретической полемике. Представители «школы канонов древних знаков» кит. трад. 古文經學, упр. 古文经学, пиньинь gǔwén jīngxué провозгласила своим основателем Чжоу-гуна, а Шестиканоние (Пятикнижие и «Юэ-цзин») считало историческими материалами, упорядоченными Конфуцием. В русле этой школы впервые началась активная филологическая работа, анализ и толкование отдельных слов и выражений, поскольку её представители были склонны к буквальному пониманию текста. Представители школы древних знаков создали первые словари — «Эръя» («Приближение к классике», II век до н. э.) и «Шовэнь цзецзы» («Изъяснение знаков и анализ иероглифов») Сюй Шэня (I—II века н. э.). Попытка синтеза этих направлений была представлена в трудах Чжэн Сюаня и Хэ Сю.

### Историография переходного периода (от Троецарствия к Тан)

#### После Хань
Длительный период децентрализации Китая после падения династии Хань в 220 году, в традиционной историографии рассматривался как «упадок и смута», хотя со второй половины XX века шёл постепенный пересмотр сложившихся представлений. У Аньцзу и Э. Ван отмечали, что долгие века историография существовала в «тени Хань» и политические режимы, неважно, китайские или инородческие, активно использовали ханьские достижения в своих целях. В функциональном отношении это подобно ориентации средневековых европейцев на Римскую империю. Эпоха Шести династий ознаменовалась дальнейшим развитием жанра династийной истории. После кратковременного объединения Китая династией Цзинь, Чэнь Шоу создал «Трактат о трёх государствах» из 65 цзюаней, ныне публикуемый с комментариями Пэй Сунчжи. Главной задачей историографа в новых политических условиях осталось доказательство преемственности истинного Мандата Неба, поэтому Чэнь Шоу проводил её от Хань к Вэй и Цзинь; царства Шу-Хань и У легитимными не являлись, поэтому в тексте не упоминаются коронации их правителей. Описание царства Вэй занимает 30 глав: основные анналы и жизнеописания; 15 глав посвящено Шу, и 20 — царству У. Преждевременная кончина Чэнь Шоу не позволила ему создать раздела «Трактаты». Примечательно, однако, что будучи уроженцем Шу, автор сочувственно относился к родине и стремился показать важность этого государства. Вероятно, как и Сыма Цянь, он стремился сохранить все доступные ему сведения о прошлом безотносительно их политической ценности.
Самым масштабным памятником историографии Шести Династий была «Сун шу», написанная единолично Шэнь Юэ. По мнению М. Е. Кравцовой, этот памятник является третьей полноценной династийной историей, как по объёму, так и по литературной и научной ценности. Текст создавался в течение пяти лет, и был посвящён династии, просуществовавшей примерно полвека, имея при том объём в 100 цзюаней. Один раздел жизнеописаний содержит 420 биографий, включая сведения о соседних народах и тюркской династии Северного Китая — Бэй Вэй. События 464—479 годов Шэнь Юэ описывал как очевидец, поэтому многие эпизоды его труда отмечены острым психологизмом, а некоторые биографии явно имеют сюжет и выстроены как литературные тексты. Представленные им восемь трактатов имеют огромную ценность, например, в музыкальном разделе содержатся сведения о песенном фольклоре юэфу и образцы этого жанра. В трактате об астрономии содержится огромное число записей о благовещих знамениях, выходящих по хронологии за рамки истории династии. Своеобразием отличалась написанная Вэй Шоу «Книга Вэй», которая должна была показать легитимность северных «инородческих» государств. Объёмный труд (131 цзюань) заметно отличался от южной постханьской традиции. Например, раздел основных записей именовался «Записи о монархах», а в разделе жизнеописаний отдельные секции были выделены для конфуцианцев, литераторов и творческих личностей, что свидетельствовало о политике тюрков по отношению к китайской культуре. В состав истории были включены главы о предшествующих государствах Северного Китая, других народах, буддийской и даосской религиях, и очерк истории китайского буддизма вообще; это — подлинно энциклопедический труд. Вэй Шоу проводил прямую линию преемственности Северной Вэй от Хань, именуя южные китайские династии и их подданных «островными дикарями» (岛夷), подчёркивая и культурную легитимность.
Несмотря на то, что попытка описания истории Поздней Хань была предпринята в III—IV веках несколько раз, успешной стала объёмная книга «Хоу Ханьшу» придворного историка Фань Е, казнённого за свои убеждения в 445 году. К тому времени он успел написать 100 цзюаней «Императорских анналов» и «Жизнеописаний». В известном смысле, его судьба, как и побудительные мотивы к написанию исторического сочинения, напоминала Сыма Цяня. Главной задачей, которую Фань Е пытался решить, — было объяснение причин падения могущественной империи. Работа над нею началась в период упадка собственной карьеры автора. Не будучи связан жёсткой конфуцианской моралью, он располагал значительно более широким спектром оценок исторических персонажей, хотя конфуцианские ценности чести и праведности превалировали. В свою очередь, Фань Е не считал социально-политическую структуру государства предзаданной Небом, считая её подверженной переменам. Пришедшие к власти люди не обязательно отличаются выдающимися моральными качествами; напротив, потерпевшие неудачу чаще демонстрировали благородство и героизм. Фань Е в результате пришёл к выводу, что владеющие властью получили её случайным образом, а в иных обстоятельствах могли бы остаться простолюдинами. Фань Е соглашался с традиционной версией, что династию Хань погубили придворные евнухи, что было усугублено махинациями недобросовестных чиновников и воевод.

#### Танское историописание
Сразу после прихода к власти династии Тан началось составление «Книги Суй», которое продолжалось под редакцией Вэй Чжэна в 621—636 годах. Вэй Чжэн, хотя и опирался на большую предшествующую традицию, привнёс в составление образцовых историографических сочинений моральный конфуцианский аспект. В работе над историей Суй принял участие и прямой потомок Конфуция Кун Инда. Состав этого свода — 85 цзюаней в трёх разделах, в том числе 10 трактатов, один из которых был первым после Бань Гу книжным каталогом правящей династии. Книжный каталог впервые был распределён по четырём разделам (конфуцианские каноны, историография, трактаты мыслителей, высокая художественная литература), включая 6520 заглавий в 56 881 цзюане. К историческому разделу было отнесено 874 названия книг в 13 264 цзюанях, многие из которых не дошли до наших дней.
Во время работы над «Суй шу» в 629 году при танском дворе было создано официальное Ведомство историографии (кит. трад. 史官, пиньинь shǐguān), которое осуществляло организацию учёных и подбор и хранение материалов. Процедура составления официальной истории стала включать составление ежедневника событий при дворе (日历), на основе которого составлялись «истинные записи», являющиеся базовым источником. В силу ряда обстоятельств, от «истинных записей» династии Тан остались незначительные фрагменты. Однако шилу династии Тан ещё не были секретными, доступными только для узкого круга чиновников следующей династии, с ними могли знакомиться наследник престола, обучавшийся ремеслу управления, и иностранные послы. Частично материалы «истинных записей» уцелели в Японии, куда были вывезены как образец для организации национального историописания, а также в собрании сочинений Хань Юя, который принимал участие в их составлении и редактировании. Часть материалов погибла во время восстания Ань Лушаня. Судя по библиографии династии Тан, полный свод «истинных записей» 16 царствований составлял 785 свитков-цзюаней. Хотя после восстания 755 года составление официальной истории прервалось навсегда, сохранившиеся материалы позволили после падения династии уже в 945 году представить «Книгу Тан» (так называемую «Цзю Тан шу») при дворе династии Поздняя Цзинь, претендующей на преемственность с нею. Объём этой истории составил 200 цзюаней, 20 из которых составляют «Основные записи», и 148 цзюаней биографий, в которых помещены 6 страноведческих трактатов. Примерно в 1000—1002 годах этот труд был напечатан. Уже современники критиковали танскую историю за недостаточную систематичность изложения и стилевые огрехи; тем не менее, это ценное собрание первоисточников, многие из которых не уцелели в последующие века.
В эпоху Тан развернулась большая работа по упорядочению исторических материалов предшествующих династий; Историографическим ведомством было составлено 8 «образцовых историй», которые вошли в канонический свод. Примечательной особенностью этих сводов было отсутствие раздела «Трактаты» (они включали только основные записи и биографии). Характерно усиление рационалистических тенденций: хотя историки скрупулёзно перечисляли благовещие знамения и небесные явления, но основное внимание уделено человеческим действиям и их последствиям. Танские историки меньшее внимание уделяли линии династической преемственности (кит. трад. 正統, упр. 正统, пиньинь zhèngtǒng), и не осуждали «незаконность» предыдущих династий, принимая их на неотъемлемую часть общего прошлого. Продолжая ханьскую историографическую традицию, историки-администраторы Тан относились к ней двойственно. С одной стороны, Танская династия претендовала на прямую линию преемственности, в том числе в проводимой внешней политике, но, с другой — императоры стремились превзойти достижения древности. Историографы не стремились заново переписать историю Хань, хотя незаконченное сочинение Фань Е было дополнено оставшимися цзюанями работы его предшественника Сыма Бяо. В программу государственной академии было включено сочинение Бань Гу, и появилась отдельная научная дисциплина ханьшусюэ. В послесловии Вэй Чжэна к «Книге Суй» впервые появились прямые параллели между оппозициями династий Цинь — Хань и Суй — Тан. Он призывал учиться на уроках тиранов Цинь и Суй, угнетавших свои народы, и добродетельных государей Хань и Тан, приведших свои государства к процветанию.

#### Лю Чжицзи и Ду Ю
Крупным достижением танской историографии стало появление труда Лю Чжицзи «Проникновение в смысл истории» в 49 цзюанях — первой полноценной рефлексии китайского учёного над проблемами историографии. Завершён он был в 710 году. Лю Чжицзи провозгласил, что хороший историк должен обладать тремя качествами — талантом, знанием и пониманием; этими качествами почти не обладают чиновники историографических ведомств. Собственно, историческое письмо предполагает двухступенчатую процедуру: сохранение источников и последовательную интерпретацию. Лю Чжицзи для деятельности историка использовал термин «прямое высказывание» (кит. 直抒, пиньинь zhíshū), которое использовалось китайскими переводчиками для передачи формулы Ранке «wie es eigentlich gewesen». Образцом для подражания и соперничества для Чжицзи служил трактат Лю Се «Резной дракон литературной мысли».
В 801 году крупный танский сановник Ду Ю завершил работу над «Сводом уложений», фактически сделавшись основателем жанра институционной энциклопедии в Китае. Ду Ю был знаком с идеями Лю Чжицзи о реформе исторического жанра, и образцом для него послужила энциклопедия его сына Лю Чжи, посвящённая административным регламентам; в состав «Свода» вошёл раздел о военных директивах, составленный Лю Куаном — другим сыном Лю Чжицзи. Оба историка использовали в заглавии своего труда иероглиф «всеобъемлющий, изложенный по порядку» (кит. 通, пиньинь tōng), одинаковой была их задача — сделать знание и понимание прошлого фактором улучшения современного управления, предоставить власти «вечное зерцало для дней настоящих». Всего Ду Ю задействовал 148 первоисточников, в том числе не дошедших до нас, сведённых в 9 разделов: экономики, государственных экзаменов, чины и должности, ритуал, музыка, военные регламенты, наказания, административное деление, охрана границ. Внутри разделов было 1600 рубрик, в рамках каждой из которых материал подан в хронологическом порядке; почти четверть использованных материалов относилась к эпохе Тан.

### Историография Севера и Юга в X—XIV веках

#### Династия Сун
У Аньцзу и Эдвард Ван признавали действенность концепции «Китайского Ренессанса» в методологическом плане применительно к историографии Китая эпохи Сун, хотя напрямую исторические традиции позднесредневековой Европы нельзя сопоставлять с китайскими. В Китае так и не сложилось условий для создания последовательно нового знания о прошлом, однако совпали важнейшие «интеллектуальные перспективы»: осознание «разрыва времени», интерес к причинности и накоплению исторических фактов. Отчасти это объяснялось политической слабостью Китая и необходимостью выстраивания отношений с государствами «инородцев», которые активно использовали китайские достижения в собственных целях. В то же время, китайские историки не отказались от традиционных исторических жанров и сохранили веру в связь между чистотой литературного стиля и исторической истиной. Эпоха Сун была одной из самых продуктивных для исторической науки традиционного Китая: в каталоге свода «Сыку цюаньшу» учтены труды 130 историков, чьи тексты составили ¼ числа заголовков и треть объёма (считаемого в цзюанях) всей исторической литературы Китая, созданной с древнейших времён до 1773 года.
Крупнейшим историком эпохи Сун был Оуян Сю, который выступал и как государственный чиновник, и как частное лицо, занимающееся историческими исследованиями. Одновременно он считается основателем «Школы Чунь цю» (кит. трад. 春秋學, упр. 春秋学, пиньинь chūnqiū xué). С 1054 года он состоял в Историографическом ведомстве, занимаясь вопросами подготовки новой версии официальной истории династии Тан, начатой девятью годами ранее под редакцией Сун Ци. Именно Оуян Сю считается в традиции главным автором и вдохновителем концепции «Синь Тан шу». Общий объём труда составил 255 цзюаней, четверть объёма которых вошла в 13 трактатов. Принципиальным отличием этого свода стала его теоретическая основа и тематика. Например, очевиден акцент, сделанный Оуян Сю на воспроизведение модели конфуцианского миропорядка, о чём свидетельствуют подробнейшие описания этико-ритуальных особенностей; впервые была представлена классификация государственных обрядовых акций. В раздел «Трактаты» впервые был включён очерк военного устройства государства. Также в русле антибуддийской политики государства, из текстах «Синь Тан шу» были исключены все документы, связанные с государственным статусом этой религии, упоминания о буддизме изымались из государевых анналов, была элиминирована даже биография патриарха Сюаньцзана. В результате, «Основные записи», имевшие в старой версии объём 300 000 иероглифов, в версии Оуян Сю сократились до 90 000
. Оуян Сю также с полным правом именуется классиком сунской библиографии, участвовав в составлении «Аннотированного всеобъемлющего каталога» (崇文總目) книг императорской библиотеки, включающего 3445 книжных рефератов; а также антикварных исследований. Его сын — Оуян Фэй в 1069 году опубликовал «Аннотированный каталог древностей» (集古錄目) — ценный источник по археологии, антикварианизму и эпиграфике.
Современником и соперником Оуян Сю был известный государственный деятель Сыма Гуан, который в русле «школы чунь цю» участвовал в создании одного из эталонных текстов китайской историографии — «Цзычжи тунцзянь», официальное издание которого вышло в 1092 году. Труд в 294 цзюанях (111 из них были посвящены периоду от падения Хань до воцарения Тан, 77 — распаду Тан и эпохе Пяти династий и Десяти царств) был создан в принципиально ином историческом жанре, альтернативном образцовым историям. Для его составления было задействовано более 300 рукописных и печатных источников, от государственной документации до поэтических произведений. Сыма Гуан положил в основу своего труда повествование исключительно по хронологическому принципу от 403 года до н. э. до прихода к власти династии Сун (960 год). «Хронологическая сетка» выстроена по временам правления монархов и девизам их правлений. Это позволило объединить прежде разрозненно воспринимавшиеся события в единую систему и выделить магистральные историко-политические процессы. Фактам нередко давались характеристики, отличающиеся от приведённых в образцовых историях. Главной концепцией повествования «Тун цзянь» была «смута», поэтому точкой отсчёта была избрана ситуация, в которой под давлением сепаратистских устремлений аристократических домов чжоуский Сын Неба согласился на расчленение царства Цзинь и тем самым «подписал наперёд приговор своей династии как владычице Поднебесной». Практически все авторские комментарии относятся к смутным периодам. Свод был настолько всеобъемлющим, и отличался такими достоинствами, что породил обширную комментаторскую традицию и продолжения, совокупность которых была обозначена как самостоятельная наука — тунцзяньсюэ (通鑑學).
Величайший неоконфуцианский философ Чжу Си в 1172 году создал, и в 1190 году издал свою версию этого труда в 59 цзюанях: «„Всепроницающее зерцало, управлению помогающее“ в сжатом изложении и с комментариями» (кит. трад. 資治通鑑綱目, упр. 资治通鉴纲目, пиньинь zīzhì tōngjiàn gāngmù). По форме труд Чжу Си воспроизводил хроникальную манеру и хронологические рамки оригинала Сыма Гуана, однако в традиционных библиографиях был отнесён к разряду историко-критической литературы, а не анналистики. Чжу Си иным образом истолковал легитимность домов Цао и Лю периода Троецарствия и императрицы У Цзэтянь, в русле своей доктрины «ортодоксальной преемственности верховной власти» (кит. 道統, пиньинь dàotǒng). В. М. Алексеев сравнивал подбор персонажей и моральных истолкований «Ганму» с «конфуцианским катехизисом»: Чжу Си попытался поднять историческое сочинение до уровня канона, осуществив полное единение истории и идеологии. Тем не менее, по информативности и познавательному значению, «Ганму» уступал оригиналу, но после того, как чжусианство в XIII—XX веках сделалось официальной идеологией монархического Китая, историческая хроника стала важнейшим учебным руководством по истории вообще. Этот труд оказал огромное влияние на становление вьетнамской официальной историографии XV—XIX веков. Труд Чжу Си был положен в основу первой сводной истории Китая на европейском языке — «Histoire générale de la Chine» аббата де Майя.

#### Легитимизация власти иноземцев: династии Цзинь и Юань
На протяжении более 300 лет территория Китая подвергалась нашествиям кочевых народов (преимущественно, тангутов, киданей и чжурчжэней), которые создали на севере страны свои государства: Си-Ся, Ляо, Цзинь и Юань. Последняя династия, основанная потомками Чингисхана, к 1280 году окончательно захватила государство Сун, объединив весь Китай, и включив его в состав космополитической державы. Чжурчжэни и монголы предприняли усилия по созданию собственной государственности и историографической традиции, но она была полностью ориентирована на китайские образцы, и преимущественно обслуживалась образованными китайцами. В империи Цзинь с 1128 года составлялись «истинные записи», охватывающие 10 царствований, которыми занималось вновь созданное Историографическое управление. В 1148 и 1207 годах дважды издавались указы о составлении истории династии Ляо, которыми занималось специальное придворное управление. Собственно, «История Цзинь» была скомпилирована уже при монгольской династии, и последующие комментаторы оценивали её стилистические и содержательные достоинства очень высоко, прежде, всего, из-за множества сохранённых первоисточников. Крупнейшим цзиньским историографом был Чжао Бинвэнь, который выстраивал прямую линию преемствования Дао от Хань и Тан к Цзинь, причём Сунская династия до 1127 года считалась предшественницей чжурчжэньского государства. Чжао полемизировал с Оуян Сю и Чжу Си; рассуждая о передаче власти от Хань к трём государствам, он считал, что истинный Мандат Неба перешёл царству Шу-Хань, а не Вэй, как было в историях Оуяна и Чжу.
Династия Юань оказалась первым «инородческим» государством, которое контролировало все территории Китая. Учитывая абсолютное численное превосходство китайских подданных, у Чингисидов не оставалось иного выхода, кроме выстраивания исторической легитимности своей власти по китайским же лекалам, но при этом предшественницами династии были провозглашены равно Ляо, Цзинь и Сун, составление истории которых было предпринято при императорском дворе. К 1345 году был завершён самый грандиозный историографический проект в истории Китая: суммарный объём трёх династийных историй составил 750 цзюаней. Основателем Историографического управления при Хубилай-хане был цзиньский учёный Ван Э; признание всех трёх династий легитимными вызвало сильное недовольство китайских учёных, особенно на Юге, которые считали, что у инородческих и китайской династии был разный статус. В 1304 году были завершены официальные анналы основателей династии Юань, от самого Чингисхана. Далее процесс подготовки династийных историй застопорился на период 1312—1332 годов из-за властной неразберихи. Наконец, в 1343 году историографическое ведомство возглавил лично канцлер Тогто. Его решение вопроса символической легитимности было радикальным: ни одна из трёх предшествующих Юань династий не обладала полноценным Небесным Мандатом.
«История династии Сун» («Сун ши») составлялась в крайней спешке коллективом из 30 человек и оказалась самой большой из свода 24 династийных историй. Охватывая период 960—1279 годов, она включала 496 цзюаней текста, в том числе 47 цзюаней «Основных записей» и 15 трактатов в 162 цзюанях. В биографический раздел (255 цзюаней) вошли судьбы более 2000 исторических деятелей, причём неоконфуцианцы были вынесены в отдельную рубрику. Навязанной монголами исторической традиции противостояли частные истории, создаваемые бывшими подданными дома Сун, сохранивших верность старой династии. Таково собрание сочинений Вэнь Тяньсяна, в котором представлены многочисленные тексты, написанные от первого лица. Главной его целью было оставить потомкам память о падении Сунского государства, через восприятие частного лица как примера и «зерцала». Придворные конфуцианцы Сюй Хэн и Хао Цзин, напротив, пытались объяснить крайнюю слабость Сунского государства и силу северных «варваров» через универсальные конфуцианские ценности. Для Сюй Хэна Юаньская династия была китайской, ибо приняла конфуцианский ритуал и образ правления, встав на истинный Дао-путь. В отличие от Чжу Си, который до крайности противопоставлял китайцев и варваров, Сюй Хэн считал всех жителей Поднебесной «членами одной семьи»; в этом плане конфликты китайцев с соседями — не более чем семейные раздоры. Правление посредством конфуцианских ценностей есть принятие китайского образа жизни. В меморандумах, обращённых Хубилаю, Сюй Хэн прямо указывал на связь между китаизацией и политическим долголетием. Линия преемственности выстраивалась следующим образом: Тоба-Вэй — Ляо — Цзинь — Юань. Прочие инородческие государства оказывались крайне нестойкими и недолговечными. Хао Цзин был ещё более радикален, когда заявил, что Мандат Неба не может быть вручён только определённым народам или определённой стране. Небо удостаивает им только выдающихся правителей, которые следуют истинному Дао. Однако китаизация способствует скорейшему нахождению истинного Пути, что доказывалось теми же историческими прецедентами, что и у Сюй Хэна.
Поскольку Чингисиды правили на огромных территориях, в 1293 году было составлено «Всеобщее описание Великой Юань» в 755 цзюанях, главными редакторами которого были персидский астроном Джамаль-ад-Дин Бухари (кит. трад. 札馬剌丁, упр. 扎马剌丁, пиньинь Zāmǎládīng) и Юй Инлун (虞应龙). Через десять лет свод был увеличен до 1300 цзюаней в 600 томах-цэ. Полный его текст утрачен, но, вероятно, вошёл в состав географических описаний и энциклопедий последующей династии. Каждый цзюань соответствовал одному уезду или префектуре империи, изложение строилось по формуляру, включающему исторический очерк, описание крупнейших городов и поселений, топографию, сельское и ремесленное производство, местные народы и обычаи. А. Г. Юрченко полагал, что к этому и подобным имперским географическим каталогам восходили формулярные описания народов Азии Марко Поло. Крупнейшим достижением частной историографии Юань стал свод «Вэньсянь тункао» Ма Дуаньлиня — сунского чиновника, отказавшегося служить монголам и посвятившего свою жизнь сохранению и разъяснению культурного наследия Китая.

### Официальное и частное историописание династии Мин
По мнению У Аньцзу и Э. Вана, ни в количественном, ни в качественном отношении продукция историков династии Мин не может быть сравниваема с эпохой Сун. Тем не менее, свои достижения были присущи и этому времени. Рост населения и экономический рост в регионах Нижней Янцзы способствовал образованности и росту книжного рынка; исторические предметы занимали важное место на государственных экзаменах. В результате в период Мин стали составляться крупные частные библиотеки, которыми могли пользоваться учёные, многие классические произведения издавались не только императорской книгопечатней, но и частными типографами. Согласно библиографии, помещённой в «Историю династии Мин», существовало 10 категорий исторических сочинений; было описано 1378 заглавий в 27 547 цзюанях. Поскольку приход к власти первых минских императоров — Хунъу и Юнлэ — не был легитимным с точки зрения конфуцианской морали, государство обеспечивало лояльность образованных сословий, финансируя объёмные интеллектуальные проекты: составление энциклопедических сводов. Императорская печатня издала официальное собрание сочинений Чжу Си с комментариями. Энциклопедия «Юнлэ дадянь» оказалась самым большим по объёму сводом во всей интеллектуальной истории Китая. В XVI веке активно компилировались описания провинций и уездов, сочетавших признаки исторических и географических сочинений, а также описания ритуалов. Всю эту деятельность регулировали Министерство ритуала и Историографическое бюро в составе Академии Ханьлинь. Базовым историческим источником являлись «Мин шилу», однако важный для их составления дневник дворцового распорядка был заброшен в 1390-е годы, и не был возобновлён вплоть до 1575 года. Одной из важнейших задач правящего режима была подготовка истории предыдущей династии, однако «Юань ши» в 212 главах была скомпилирована в крайней спешке в 1369—1370 годах, и считается одним из самых неудачных представителей жанра. В конце правления династии Цин была составлена «Новая история Юань» в 257 главах, хотя она так и не получила официального статуса и в число 24 династийных историй не включена. Историографическое бюро по высочайшему повелению составило продолжение «Цзычжи тунцзянь», охватывающее события 960—1367 годов, стиль и структура которого имитировали оригинал.
По мнению В. Франке, хотя минская придворная историография «не могла похвалиться предметными или стилистическими инновациями», число историй, составленных частным образом, было чрезвычайно велико. Историк Тань Цянь использовал для описания их числа идиому «вол [при перевозке] потеет, и дом набит под самые стропила» (кит. трад. 汗牛充棟, упр. 汗牛充栋, пиньинь hànniú chōngdòng). В минскую библиографию были внесены 110 исторических трудов, изданных по высочайшему одобрению, из которых 69 касались событий современности; из 217 частных историй, современности (то есть событий эпохи Мин) касалось 201 сочинение. Значительная часть историй, составляемых частными лицами, создавались в русле литературного движения по возрождению древнего стиля; также распространились эпические тексты, более всего напоминающие художественные произведения. К такому жанру относится классический китайский роман Ло Гуаньчжуна «Троецарствие». Подавляющее число авторов подобных текстов были образованными людьми, как правило, чиновниками в отставке. Иногда частные истории создавались официальными лицами: так, Цю Цзюнь (1421—1495), занимал высшие государственные посты и участвовал в составлении шилу правлений Инцзуна и Сяньцзуна, а также в дополнении «Цзычжи тунцзянь». Метод Чжу Си заметен в его трактате «Истинные основы всеобщей истории» (世史正綱). Цю Цзюнь воспринимал историю как вместилище моральных уроков, с помощью которых можно обратить к истинным конфуцианским ценностям современников. Изложение начиналось с объединения Китая при Цинь, и охватывало события Хань, Тан и Сун. Главной задачей историка было раскрытие всех событий с точки зрения трёх универсальных оппозиций: отличия китайцев от варваров, вертикального подчинения правителя и подданных, сыновней почтительности и непочтительности. Династии оценивались с точки зрения следования конфуцианским ценностям и равновесия Инь и Ян, в этом плане Цинь считалась «частично ортодоксальной». Династия Юань была провозглашена незаконной, в правление которой Поднебесная оказалась заполнена иньским ци. Инородческие династии переходных эпох историком не рассматривались вовсе. По мысли Цю Цзюня истинные династии высвобождали небесное, янское ци, свойственное Срединному государству.
Подъём частного минского историописания явно обозначился после 1573 года и продолжался вплоть до падения династии. В этом контексте особенно примечательны истории, написанные чиновниками, имевшими доступ к официальным документам, которые по форме имитировали образцовые истории. Таков был Хэ Цяоюань чей свод «Миншань цан» («Сокрытое в прославленных горах») в 100 цзюанях, был обнародован в 1640 году, уже после его кончины. Текст был разделён на 35 «записей», внутри которых использованы традиционные анналы, жизнеописания и трактаты. Например, «Записи о происхождении Небесной династии» включают биографии основателей династии, включая ближайшее окружение Чжу Юаньчжана. Противники новой власти выделены в отдельный раздел, как и евнухи. В целом, «Сокрытое…» является примером эффективного применения морального конфуцианского метода в историописании. По сравнению с «Историей Мин» в книге Хэ Цяоюаня гораздо более откровенно изложены внешние сношения государства Мин, и она является важным источником по возвышению маньчжурского государства и его войн с Китаем. «Варвары» классифицированы по традиционной схеме четырёх стран света, но с учётом существующих реалий. Так, маньчжуры и чжурчжэни обозначены как «северо-восточные варвары», несущие наивысшую степень угрозы, а Япония и Корея (так же подробно описанные) — как «юго-восточные варвары»; Рюкю, Аннам и Сиам описаны намного менее подробно. Несмотря на то, что затронуты отношения с португальцами, описания Португалии и вообще Европы не существует; вероятно, классификация народов была заимствована из одного из императорских каталогов. «Западные варвары» совпадают с реестром соответствующих глав «Истории Мин». Существенной инновацией метода Хэ Цяоюаня было осознание трёх трудностей написания современной истории: во-первых, необходимость считаться с табу на имя царствующего монарха; во-вторых, — сложность работы с источниками (хотя Хэ имел доступ к «Мин шилу» и императорскому архиву); в-третьих — недостатки официальных источников, которые сосредоточены на вопросах придворной жизни и игнорировали многие события в стране.
Почти одновременно, в 1627 году было завершено «Оценивание государства» Тань Цяня в 104 цзюанях (ещё 4 составили таблицы). Поскольку во время маньчжурского нашествия рукопись была утрачена, в 1653 году автор восстановил её, доведя повествование до падения династии Мин и правления императоров Южной Мин. Хотя Тань Цянь упоминал маньчжурских императоров, он расценивал новую династию как «варварскую»; в этом смысле его труд является принадлежностью минской историографии. Тань Цянь критиковал неофициальные истории императоров Мин, считая их предвзятыми и поверхностными. Тем не менее, он считал, что история государства должна быть сохранена, вне зависимости от политических превратностей и предпочтений власти и историков. Тань Цянь имел возможность пользоваться официальными документами (и два года провёл в Пекине), а также активно пользовался описаниями уездов, законодательными актами, эпиграфическими источниками, и проч. В общей сложности, он работал над рукописью 36 лет, использовав 270 исторических источников. По форме «Гоцюэ» воспроизводит образцовую историю, но разделён на 13 секций, а не 5, включая «Государства-данники». Особенностью труда стало то, что основной текст сопровождается комментариями, из которых 900 написаны автором, а 1200 заимствованы из других источников. Тань Цянь отверг официальную периодизацию и вернул императора Цзяньвэнь в династическую последовательность.

### Цинская историография

#### Переходный период. Чжэдунская школа
В эпоху Цин Китай вновь оказался под властью иноземной династии, и это определило особый статус и формы выражения историографии, которая во многих отношениях была уникальной для национальной традиции, включая «полное торжество государственного историописания». С одной стороны, цинское историописание было апогеем развития китайской историографии, с другой — историографическое наследие периода XVII—XVIII веков которого сохранилось практически без потерь, включая материалы, относящиеся к собственно историографическому процессу. При этом современные китайские историки признают ключевыми для становления цинской историографии годы противостояния Мин и Цин, связанные с деятельностью трёх крупнейших китайских мыслителей XVII века — Хуан Цзунси, Гу Яньу и Ван Фучжи, некоторые из которых отказывались служить захватчикам. Хоу Вайлу обобщал их деятельность как просветительскую, а интеллектуальные достижения — как «учение о реальном» (кит. трад. 實學, упр. 实学, пиньинь shíxué, палл. шисюэ). Китайские исследователи объединяют интеллектуальное направление, начатое Хуан Цзунси, под названием Чжэдунской школы. Специалист по цинской историографии Б. Г. Доронин (1928—2021) активно критиковал эту позицию, указывая, что только Ван Фучжи много занимался политической историей, то есть исторической наукой как таковой. Однако в условиях тотального контроля духовной жизни со стороны власти, учёные Чжэдунской школы (последним из них был Чжан Сюэчэн) занимали маргинальное положение в цинском обществе, оказывали на официальную историографию лишь опосредованное влияние, и высоко оценены были намного позднее.
Хуан Цзунси как историка особенно интересовала минская эпоха, поскольку в его семействе была обширная библиотека, в которой было много редких книг и рукописей, касающихся различных царствований минских императоров. Он может считаться одним из зачинателей интеллектуальной истории в Китае, составив «Отчёт об учениях минских конфуцианцев» (кит. трад. 明儒學案, упр. 明儒学案, пиньинь Míngrú xuéàn) в 62 цзюанях, в котором рассмотрел 19 неоконфуцианских школ и биографии 308 мыслителей. Этот труд был построен исключительно на материалах первоисточников по следующей схеме: биография, обзор главных произведений и комментирующая часть. Хуан Цзунси отказался от традиционной методы прослеживания линии того или иного мудреца как авторитетного источника; напротив, каждой династии были свойственны собственные интеллектуальные достижения, а работа любого мыслителя должна была рассматриваться, исходя из себя самой. После 1676 года Хуан Цзунси начал аналогичный труд по неоконфуцианству Сун и Юань, но успел закончить только введение и 17 цзюаней текста. Его большой труд о династии Мин в 240 главах не сохранился, поэтому главным источником об исторических представлениях Хуан Цзунси служит дидактико-политический трактат «Записи для ожидаемого с визитом [правителя в период] Поражения Света» (кит. трад. 明夷待訪錄, упр. 明夷待访录, пиньинь míngyí dàifǎng lù). Его содержание демонстрирует подлинный историзм мышления. Хуан Цзунси отказался от смены династий в качестве главной движущей силы истории, и провозгласил, что главным фактором является движение народных масс, угнетаемых действующей властью. Основным вопросом китайской истории является чрезмерная концентрация центральной власти, которая сдерживает местную инициативу и порождает инертность чиновной бюрократии. Как и всякий конфуцианец, он рассматривал историю как процесс непрерывной деградации и упадка, однако реформы могут обратить этот процесс вспять. В современной КНР особенно популярен его лозунг «народ — основа всего», предполагающий управление посредством закона, гарантии элементарных прав подданных и рассмотрение правителя как «слуги народа».

#### Официальная историография Цин
Цинский режим полностью унаследовал взгляды на историю как средство легитимизации правящего режима, однако существовали и новшества. Субъектом историографического процесса в империи Цин выступал император, который воплощал тотальный государственный контроль над всей сферой духовной культуры («литературная инквизиция»). Цинские монархи претендовали на роль образцовых совершенномудрых правителей, поэтому государь подписывал указы о составлении тех или иных текстов, а по завершении утверждал их тексты. Императоры контролировали деятельность историографических служб и давали рекомендации их сотрудникам. Именно в Цинскую эпоху в заглавия исторических трудов стали включать формулы «Высочайше утверждённое» (кит. трад. 欽定, упр. 钦定, пиньинь qīndìng), «государем отобранное», «государем утверждённое» и т. д. Историописание находилось в компетенции государственной канцелярии Нэйгэ и Академии Ханьлинь, причём историографический процесс вне официальных учреждений считался вообще невозможным. Историографические службы являлись сравнительно крупными учреждениями. Например, по штатному расписанию Комитета по составлению истории государства (кит. трад. 國史館, упр. 国史馆, пиньинь guóshǐguǎn) полагались директор и его заместитель, четыре «правителя дел» (提调), 10 главных редакторов, 34 редактора, не считая технических сотрудников.
Составление «Истории династии Мин» было санкционировано императором Шуньчжи на следующий год после поселения маньчжуров в Пекине (то есть в 1645 году), но окончательно работа над текстом завершилась только в 1735 году, а обнародован он был четырьмя годами позже. Отчасти затягиванию сроков способствовали большие усилия по составлению кодекса законов, административного устава, изданию многочисленных образцовых изданий классиков, включая Чжу Си. При императоре Цяньлуне был предпринят огромный проект цензурированного переиздания всего классического наследия — «Сыку цюаньшу», в состав которого были включены все предшествующие династические истории и продолжение «Цзычжи тунцзянь». Составление огромных энциклопедических сводов свидетельствовало о распространении методологии «каочжэн», что стало следствием контроля над духовной жизнью. Учёные были вынуждены направлять основные интеллектуальные усилия в конфуцианскую экзегетику или филологические и текстологические исследования, однако широкое и глубокое распространение источниковедения привело к серьёзным изменениям и в исторической науке. Среди выдающихся источниковедов эпохи Цин обыкновенно называют имена Ван Миншэна, Цянь Дасиня и Чжао И. Их объединяли как антикварные интересы, так и убеждение, что историческая истина должна служить настоящему, практическим и утилитарным нуждам, обеспечивая возвращение к порядкам идеальной древности и моральное руководство. Оборотной стороной последовательного применения источниковедческих практик к конфуцианским канонам стала историзация прошлого, что влекло множество интеллектуальных и политических проблем. Вновь оживились споры по вопросу аутентичности текстов «древних» и «современных знаков» и интерпретации конфуцианского канона. Историзация канонических текстов последовательно осуществлялась в трудах Дай Чжэня и Чжан Сюэчэна. Дай Чжэнь поставил под сомнение существование неизменного фундаментального первопринципа истории. Напротив, наблюдение за физическим миром и исследование источников прошлого убедило его в действительности лишь бесконечного потока перемен и относительности понятий о «правильном» и «неправильном», которые менялись с течением времени. Чжан Сюэчэн пошёл ещё дальше, сведя историю, по сути, к её следам, которые легче всего изучать по институтам и установлениям. Источники о прошлом могут свидетельствовать лишь об этом прошлом, и бесполезны при работе с последующими событиями и сущностями.

#### Историзм «школы канонов современных знаков»
В последней трети XVIII века весьма авторитетной сделалась Чанчжоуская школа, чьи адепты разрабатывали проблемы «канонов современных знаков». Основателями этой традиции стали Чжуан Цуньюй и его внук Лю Фэнлу. В результате Чжуан и Лу оказались создателями концепции исторического прошлого и периодизации исторического развития. Формально она выстраивалась на интерпретации классического комментария «Гунъян чжуань» при помощи метода «проникновенных слов и глубокого смысла» кит. трад. 微言大義, упр. 微言大义, пиньинь wēiyándàyì, палл. вэйянь даи. Иными словами, конфуцианский канон объявлялся вместилищем абсолютных смыслов, зашифрованных Конфуцием и его учениками, но поддающимся дешифровке и интерпретации. Чжуан Цунъюй положил в основу исторической периодизации понятие «Трёх эр», основанную на источниках Конфуция при составлении летописи «Чунь цю»: первая эра — события, о которых Конфуций мог узнать только из записей; вторая эра — события, о которых Конфуций мог узнать из предания; третья эра — события, свидетелем которых являлся он сам. Для характеристики событий, относимых к разным эрам, Первоучитель использовал различную терминологию, шифруя их значения. Для древнейших событий моральные смыслы можно было раскрыть с предельной ясностью, а для современности — только в виде «тёмных речей». Эта тройственная периодизация была синтезирована с периодизацией Хэ Сю: «век хаоса», «век рождающегося равновесия», «век великого мира». Эту схему Чжуан Цунъюй объявил надысторической и универсальной, описывающей исторические изменения вообще. Лю Фэнлу пошёл далее, интерпретировав Три эры как описание изменения методов управления. Если для идеальных правителей глубокой древности реформа управления была простой преемственностью Трёх династий, то последующим правителям приходилось начинать реформы, чтобы «вернуться к древности», ориентиром для них отныне являлся Конфуций — «избранный Небом некоронованный владыка», заложивший безупречный образец для подражания. Тройственная периодизация Лю Фэнлу выглядела так: «Три династии — Конфуций — современность». Универсальность учения Конфуция доказывается не только его божественным происхождением, но и тем, что заимствовав его идеалы, полуварварские царства древнекитайской периферии приобщились к высшим ценностям и стали гегемонами Поднебесной, а затем и объединили её.
Ученик Лю Фэнлу Гун Цзычжэнь в 1820-е годы пришёл к выводу, что Три эры — это направленный эволюционный процесс, но его мало интересовали переходные «смутные» периоды. Другим учеником Лю Фэнлу был Вэй Юань — интеллектуал, сыгравший колоссальную роль в приобщении китайской цивилизации к представлениям о других цивилизациях, прежде всего, европейской. Исходя из собственной интерпретации канонов, он пришёл к выводу, что его современность — это порог глубочайших перемен, начала нового цикла космического существования. При этом Вэй Юань служил при дворе и создал несколько авторитетных исторических сочинений, в том числе антологии о цинском государственном управлении в 508 цзюанях, «Записки» о военном деле и экономике династии Мин, «Истории священной войны» (против англичан) и популярного в Китае и Японии «Иллюстрированного описания заморских стран». Пытался он также отредактировать «Историю Юань».

## Китайская историография в XX—XXI веках

### Новая историография первой половины XX века

#### «Историографическая революция»
Становление современной историографии в Китае связано с работами Лян Цичао, особенно «Нового учения об истории», и трудами его старших и младших коллег (Чжан Бинлинь, Ся Цзэнъю, Чэнь Фучэнь, Чжу Сицзу, Хэ Бинсун), которые привили традиционной китайской мысли понятие эволюционизма и основные ценности западного позитивизма: история познаваема, развивается от примитивных к прогрессивным формам от поколения к поколению, в ней существуют причинно-следственные закономерности и общие законы, которые могут быть отысканы и применены на практике. Лян Цичао же, по аналогии с политикой, сформулировал понятие «историографической революции», хотя и не успел сформулировать её методологической основы. Чжан Бинлинь активно пропагандировал эволюционизм, Ся Цзэнъю в 1904 году опубликовал первую сводную историю Китая (《中国历史教科书》), написанную с позитивистских позиций и вписанную в концепцию глобальной истории; это была первая историческая книга Китая, в которой изложение было разделено по главам и параграфам. В 1920-е годы Лян Цичао перешёл к исследованиям интеллектуальной истории, опубликовав труды: «Очерк учений эпохи Цин», «История китайских учений трёх последних столетий», «Методы исследования китайской истории» и «Дополненное издание „Методов исследования китайской истории“».
Серьёзным стимулом к развитию эволюционизма в китайской историографии сделалась археология и связанное с её достижениями новое источниковедение. Была подтверждена древность китайской цивилизации и принципиальная надёжность письменной традиции, были открыты древние тексты, такие как гадательные надписи на панцирях и костях, ханьские и цзиньские книги на бамбуковых и деревянных досках, дуньхуанские памятники, доисторические городища, бронзовые ритуальные сосуды; в научный оборот были введены документы минских и цинских архивов. Это резко расширило пространство для исследований. Исторический позитивизм в 1920—1930-е годы оказался сращённым с традиционным источниковедением «каочжэн», и оказал серьёзное влияние на создателей новой историографии (в том числе консерваторов и либералов по политической ориентации): Ван Говэя, Чэнь Инькэ, Ху Ши, Гу Цзегана, Фу Сыняня, Цянь Му. Все эти историки занимались не только критикой традиционной историографии, но и при помощи заимствованных методов западной исторической науки на китайских исторических материалах продолжили традицию критического цинского источниковедения. Ими были созданы целые новые науки, включая литературоведение, историческую географию Китая и Монголии, религиоведение, история прозы, история науки, и проч. Все перечисленные персоны обладали фундаментальным традиционным и западным образованием, и равных им по подготовке и эрудиции специалистов не было во второй половине XX века. Из западных исторических трудов в китайских переводах были доступны «Введение в изучение истории» Ланглуа и Сеньобоса, «Новая историография и социология» Барнза и «Введение в исторический метод» Флинга.

#### Возникновение марксистской историографии
Параллельно происходило развитие марксистского историзма в Китае. Основателями его стали Ли Дачжао и Го Можо, продолжателями — Люй Чжэньюй, Фань Вэньлань, Цзянь Боцзань и Хоу Вайлу. Все они создали крупные труды по истории, которые ценятся и на Западе. Ли Дачжао оказался также первым методологом, который ознакомил китайских учёных с историческим материализмом, в 1924 году он выпустил в свет «Основы исторической науки»; также это первый полноценный труд по методологии исторической науки (а не философии истории), написанный китайским учёным. Го Можо в 1930 году опубликовал «Исследование древнего общества Китая», в котором впервые комплексно использовались доциньские исторические памятники, а также вновь введённые в научный оборот надписи на кости, камне и металле. Он же начал дискуссию о феодализме, не завершённую по сей день. В 1930—1940-е годы Го Можо выпустил множество трудов об эпиграфике, истории древнекитайской философии и т. д. В тот же период историки марксисты выпустили множество важнейших обобщающих работ: Люй Чжэньюй — «Исследования доисторического китайского общества»
(1934), «Китайское общество эпох Инь и Чжоу» (1936) и «Проблемы истории китайского общества» (1942); Хоу Вайлу — «Историю учений древнекитайской мысли» (1945), «Историю учений китайской мысли Нового времени» (1945) и «Историю древнекитайского общества»; Фань Вэньлань опубликовал «Краткую общую историю Китая» (1942) и первый том «Новой истории Китая» (1946); Цзянь Боцзань — «Очерки истории Китая» (1942). Все они явились пионерскими в своих областях, и заняли видное место в развитии китайской историографии, являются востребованными и по сей день.
Революция 1925—1927 годов и приход к власти Гоминьдана привела к широкой дискуссии о сущности китайского общества и проблемах его истории. Она проходила с конца 1931 по апрель 1933 года на страницах журнала «Душу цзачжи»; его редакция даже посвятила дискуссии четыре специальных номера. Со стороны марксистов и КПК в дискуссии приняли участие Го Можо, Люй Чжэньюй и Цзянь Боцзань; участвовали также представители «философии жизни» Тао Сишэн и Мэй Сыпин, троцкисты Ли Цзи, Чэнь Банго, Ван Ичан, Ду Вэйчжи. Обсуждались три вопроса: азиатский способ производства, существование в Китае рабовладельческого строя и сущность имперского китайского общества. Иными словами, стороны собирались проверить, существуют ли в истории объективные закономерности, равно применимые к Китаю и Европе, и действенно ли в Китае марксистское учение об общественно-экономических формациях.

### Историография КНР (1950—1980-е годы)
После создания Китайской народной республики в 1949 году, в исторической науке активно действовали учёные предыдущего поколения, значительная часть которых не стала уезжать на Тайвань. Главной задачей историков, поставленной перед ними новой властью, было теоретическое объяснение истории как науки с точки зрения исторического материализма. Марксизм стал единственной исторической методологией в материковом Китае и все историки в той или иной степени были вынуждены перейти на его позиции. За первые 17 лет существования КНР (1949—1966, то есть до начала «Культурной революции») историки Китая опубликовали более 1000 монографических изданий, в том числе четырёхтомную «Краткую общую историю Китая» под редакцией Фань Вэньланя; первый том его «Новой истории Китая» был оперативно переведён и издан на русском языке в Москве. Китайские историки придавали большое внимание событиям недавнего прошлого, итогом стали: «Империализм и политика Китая» Ху Шэна, «История новой демократической революции в Китае (наброски)» Ху Хуа, «Лекции по истории современной китайской революции» Хэ Ганьчжи и «Общая история новой демократической революции в Китае» под редакцией Ли Синя. Продолжали выпускаться высококачественные исследования всех периодов истории Китая от неолита до Нового времени. В 1952 году вышло новое издание «Очерка истории Небесного государства тайпинов» Ло Эргана. Новая власть придавала большое внимание публикации исторических источников: были начаты издания текста с пунктуацией «Цзы чжи тун цзянь» и «Двадцати четырёх династийных историй» (последние были закончены Гу Цзеганом уже после «Культурной революции»), а также систематизированные сборники: десять томов «Материалов по истории Мин и Цин», «Справочные материалы по общей истории Китая», только раздел «Древность» в котором занимал 8 томов; «Собрание материалов по новой истории Китая» в 64 томах и десяти разделах.

#### Дискуссии о древности и средневековье
Подобно тому, как политическое развитие КНР в период правления Мао Цзэдуна маркировалось общественными кампаниями, в период 1949—1966 годов в КНР историки провели десять широких дискуссий, первые пять из которых именуются «золотыми цветами»:
1. обсуждение проблем периодизации древней истории Китая;
2. дискуссия о крестьянских войнах при феодализме;
3. дискуссия о феодальной форме землевладения в Китае;
4. дискуссия о зарождении капитализма в Китае;
5. дискуссия о формировании ханьской нации;
6. дискуссия о периодизации новой истории Китая;
7. обсуждение концепции историзма и концепции классов;
8. обсуждение понятия азиатского способа производства
9. дискуссия о длительности существования феодализма в Китае
10. дискуссия об оценки роли личности в истории[146].

Дискуссия о периодизации затронула множество важных теоретических проблем, включая условия и особенности формирования рабовладельческого и феодального строя, различия между ними, законов соответствия развития производственных отношений и производительных сил, и т. д. Дискуссию начал в марте 1950 года Го Баоцзюнь (郭宝钧, 1893—1971) в газете «Гуанмин жибао», к которой быстро присоединился Го Можо. Основываясь на инвентаре чжоуских погребений в Аньяне, они заявили, что во II тыс. до н. э. в Китае существовали развитые классовые отношения и рабовладельческий строй. Если иньское общество было единогласно признано рабовладельческим, то относительно эпохи Чжоу среди историков возник раскол. В вышедшей в 1952 году монографии «Эпоха рабовладельческого строя» Го Можо сформулировал «учение о феодализме в период Чжаньго» и провозгласил 475 год до н. э. хронологической границей между китайским рабовладением и феодализмом. Ему оппонировал Фань Вэньлань, выпустив в 1955 году первый том переработанной «Общей истории Китая»; чуть ранее в 1954 году были выпущены «Очерки истории Китая» под редакцией Шан Юэ, который отстаивал возникновение китайского феодализма в III веке, после падения империи Хань. Го Можо оживил ход дискуссии в 1959 году, когда были привлечены вновь открытые археологические материалы, позволившие исследовать систему землевладения. Однако общие критерии оценки разработать так и не удалось. Волевым решением партии и министерства образования для нужд школьного и вузовского обучения была принята периодизация Го Можо. В её рамках выделяются: ранний феодализм (V век до н. э. — II век н. э.), развитой феодализм (II—IX века) и поздний феодализм (IX — середина XIX века). Различия между ними объяснялись разницей в способах эксплуатации.

#### Дискуссии о способах производства и капитализме
Коллега Гу Цзегана Тун Шуе в 1951 году в журнале «Вэньши чжэ» (《文史哲》) начал дискуссию об азиатском способе производства. В ней приняли участие Жи Чжи, У Цзэ, Ван Янань, Ян Сянкуй, и ход её был связан с предыдущими обсуждениями. Существенное место в дискуссии сыграло обсуждение «пятичленки» и места в ней азиатского способа производства. Большинство участников отождествляли её с первобытной или рабовладельческой формациями, хотя высказывались мнения о выделении его в отдельную формацию. С 1956 года также стартовала дискуссия о формах земельной собственности в Китае, продлившаяся семь лет, причём к 1960 году в ходе неё было опубликовало более 150 статей, проводились крупные конференции. Основные её тезисы были сформулированы Хоу Вайлу ещё в 1954 году, когда он предложил идею, что в имперский (средневековый) период истории Китая в нём господствовала государственная собственность. Подавляющее большинство участников дискуссии сочли, что главной формой собственности была частная, помещичья. Основные споры коснулись форм земельной собственности до XVII века, поскольку преобладание частнособственнических отношений позднее сомнений не вызывало. Лично Хоу Вайлу отождествлял с государственной собственностью и азиатским способом производства владения императорской семьи, которые поддерживались сначала военно-феодальными методами, а затем и экономическими. Это привело к его обвинениям в догматизме и некритическом восприятии положений Маркса, Энгельса и Ленина об отсутствии частной собственности на Востоке. В результате одним из аргументов стал сугубо политический — ссылки на Мао Цзэдуна, заявившего о «преобладании частной собственности аристократии и помещиков». Тем не менее, удалось доказать, что государственные меры уравнительного землепользования имели крайне непродолжительный эффект, после чего земли вновь покупались или захватывались помещиками.
Дискуссия о крестьянских войнах шла в 1958—1966 годах, и в ходе неё было опубликовано не менее 2300 статей в академических изданиях. Ход её был сразу определён идеологемой «исключительной революционности китайского
крестьянства» и «крестьянских войнах как движущей силе развития феодализма в Китае», высказанной лично Мао Цзэдуном. Таким образом, большинство участников дискуссии были вынуждены отстаивать антифеодальную сущность крестьянских движений. Крайнюю позицию занимал здесь профессор Пекинского пединститута Нин Кэ, провозгласивший крестьянские войны высшим проявлением классовой борьбы, имевшим революционный характер. Сунь Цзоминь и Цзянь Боцзань в ответ заявили, что крестьяне были не способны радикально изменить феодальную систему, эту задачу решила только буржуазия. Бай Шоуи впервые предположил, что «малозаметные» на фоне масштабных восстаний формы повседневной борьбы, имели гораздо более значительное влияние на историю Китая. Эта дискуссия наложилась на вопрос о длительности китайского феодализма, который впервые был поднят в 1930-е годы, когда японские агрессоры использовали «историческую отсталость Китая» как оправдание своих действий. Требовал обоснования и тезис Мао, несколько раз повторённый в его работах (в том числе «О новой демократии»), о 3000-летней продолжительности китайского феодализма. Речь шла, таким образом, не о границах его протяжённости, а о причинах такой длительности. Уровень развития феодального общества связывался с особенностями природной среды, последствиями вторжений кочевников, эксплуатацией крестьянства, государственными ограничениями развития ремесла и торговли, перетеканием торговых капиталов в земельную собственность и др. После начала «Культурной революции» все эти дискуссии были насильственно прерваны, однако возобновились в 1970-е годы. Эта дискуссия была тесно связанной с вопросом об истоках развития китайского капитализма внутри феодального общества. Впервые публикации на эту тему были выпущены в 1930—1940-е годы Дэн То, Фу Илином, Люй Чжэньюем и Хоу Вайлу. Непосредственным поводом для подъёма дискуссий стала критика Ху Ши и его исследования романа «Сон в красном тереме». В этом романе, якобы, отразились «ещё незрелые общественные силы», требовавшие исторических преобразований. В ходе дискуссии было выпущено более 200 публикаций, два коллективных сборника и появилось понятие «ростков капитализма», не получившее должного определения. В результате, как и в случае с феодализмом, зарождение капитализма могло быть отнесено к периоду Чжаньго, а некоторые участники дискуссии (Гу Чжунь), прямо заявляли, что до XIX века о существовании капитализма в Китае вообще нельзя говорить.

#### Дискуссия о роли личности в истории
Дискуссия о роли личности в истории началась с критики фильма «Жизнь У Сюня» и продолжалась вплоть до начала «Культурной революции», получая новые импульсы из-за изменения политической ситуации. В течение 1950-х годов этим вопросам было посвящено не менее 1000 публикаций в Китае. Особый размах приобрели публикации, связанные с оценкой и переоценкой конкретных исторических персон. Го Можо предложил реабилитировать целый ряд одиозных исторических фигур традиционной историографии: последнего иньского правителя Чжоу-синя, министра Цао Цао, императрицу У Цзэтянь, что вызвало протесты других историков. Однако процесс «реабилитации» был запущен. С подачи лично Мао Цзэдуна в историографии стала превалировать положительная оценка основателей династий: Цинь Шихуана, Гао-цзу, Ян-ди, и даже Чингисхана, Хубилая и Канси. В последних трёх случаях значение этнических противоречий во времена правлений инородческих династий преуменьшалось.
После начала десталинизации в СССР, актуальным для Китая стал вопрос культа личности. Вопрос о культе личности Сталина рассматривался на уровне Политбюро ЦК КПК и завершился публикацией передовой статьи в «Жэньминь жибао» от 5 апреля 1956 года с решительным его осуждением. В сентябре вопрос вновь обсуждался на VIII съезде КПК и был решительно осуждён в докладе Дэн Сяопина. Однако уже в январе 1965 года Мао Цзэдун в интервью Э. Сноу заявил о необходимости культа личности в условиях Китая, и в декабре 1970 года повторил этот тезис применительно к условиям «начальной фазы культурной революции».

### Историография КНР в последней трети XX — первых десятилетиях XXI веков
Развитие историографии КНР продолжалось после «Культурной революции» как в русле традиционных жанров и подходов, так и усвоения новых методологических принципов при сохранении господствующей роли марксизма-ленинизма и его китайских модификаций. При этом китайские историки стремились переводить лучшие образцы западной исторической мысли на китайский язык. Ещё в 1956 году был осуществлён перевод «Философии истории» Гегеля, в 1962 году был опубликован советский сборник «Критика буржуазных концепций истории», а после начала «политики реформ и открытости» вышло более двух десятков основополагающих трудов западных историков, включая Мишеля Фуко. К началу XXI века в КНР были реализованы «Основы общей истории Китая» под редакцией Бай Шоуи, 10-томник «Общей истории Китая», трёхтомник «Древней истории Китая», и множество других работ, охватывающих все события новой и новейшей истории Китая, включая «Историю реформ 1898 года» Тан Чжицзюня. После 1979 года активно публиковались справочные материалы, например, 8-томник «Собрание карт по истории Китая» Тань Цисяна; библиотеки-серии «Материалы по истории Цин», «Сборник архивных материалов династии Цин», «Собрание архивных материалов по истории Китайской Республики», «Сборник материалов по истории Китайской Республики».
Указанные тенденции не отменяли стремления китайских историков и идеологов вписать национальную историю во всемирную. В 1992 году была реализована попытка перевода на китайский язык «Советской исторической энциклопедии», и это был последний перевод советской энциклопедии на китайский язык. Из-за огромного объёма этого труда — 16 томов, около 25 000 статей, — было решено радикально сокращать переводимый материал и перекомпоновать его в соответствии с китайской традицией энциклопедических изданий. Он получил название «Энциклопедия всемирной истории» (《世界历史百科全书》). Изначально предполагалось осуществить 9-томное издание с тематическими подборками статей: «персоналии»; «государства»; «народы», «археология и религия»; «политика и законодательство»; «история и география»; «военное дело»; «общественные организации»; «библиография и историография»; «законодательство и нормотворчество». Однако по ряду причин в свет вышел единственный том, посвящённый персоналиям. Редакция привлекла более 200 специалистов-русистов из 15 высших учебных заведений Китая, которые перевели на китайский язык более 9000 статей, суммарным объёмом 3 800 000 иероглифов. Таким образом, задачей издания стало восполнение пробелов китайского интеллигентного читателя в отношении иностранных персоналий, особенно деятелей российской истории.

#### Дискуссии о путях исторического развития
Особенностью развития социальных и гуманитарных наук в КНР была их тесная связь с идеологией, функции которой возлагала на науку КПК. Марксизм в начале XX века наделил китайскую компартию социально-политической легитимностью, но в 1970-е годы превратился в серьёзную проблему для дальнейшего развития. Руководители КПК приняли решение осовременивать и китаизировать марксистское учение. Начиная реформы, Дэн Сяопин был вынужден обратиться к представителям общественных наук с призывом дать развёрнутый анализ предшествующего периода развития, квалифицировать допущенные ошибки и противопоставить опыту «культурной революции» новую теорию. Для реабилитации власти в глазах населения срочно требовалось преодоление политической конфронтации и «восстановить честное имя партии». Итогом данных процессов стало издание в июне 1981 года «Решения по некоторым вопросам истории КПК со времени образования КНР». В этом документе были охарактеризованы допущенные «перегибы», но не произошло демаоизации, что, в свою очередь, не потребовало процедуры легитимизации новой власти.
Если дискуссии 1970-х годов в первую очередь касались интерпретации марксистского учения («практика как критерий истины» и «марксизм с китайской спецификой»), то в начале 1980-х годов возникла необходимость рассмотрения закономерностей развития человеческой истории и многообразия форм исторического развития в разных странах. В 1983 году Дин Вэйчжи начал дискуссию с тезиса, что важнейшая задача исторической науки — исследование сути и закономерностей многообразного содержания истории. В этом контексте встала проблема «пяти способов производства», продолжившая дискуссию об азиатском способе производства. Ма Синь подверг сомнению «пятичленку», и заявил, что учение Маркса — это попытка отыскания логического порядка в эволюции истории человечества. Непосредственно Карл Маркс исследовал исторические истоки капиталистического способа производства, и не осуществлял разработку единой схемы развития общества всех стран и народов мира. Таким образом, «пятичленка» упрощала марксизм и навязывала ему немарксистские элементы. Впрочем, работы Ма Синя не привели к отказу от учения о смене пяти общественно-экономических формаций.
В 1985 году началась дискуссия о функциях исторической науки. Она была организована редакцией газеты «Гуанмин жибао» в форме конференции «Социальные функции и научная ценность исторической науки», причём в газете печатались её тезисы. Дискуссия касалась, прежде всего, научной ценности истории как таковой. Дин Вэйчжи в этом контексте заявил, что общественная функция исторической науки носит комплексный характер: история осуществляет накопление и передачу культурных ценностей и имеет важное педагогическое значение, «развивая мудрость людей». Исторический опыт служит своего рода «зеркалом», служа глубокому познанию прошлого и отталкиваясь от него — настоящего; история позволяет повышать сознательность преобразования общества и доказывает возможность этого. В третьих, история повышает возможность возможность комплексного урегулирования социального развития и предоставляет возможность прогнозирования. В четвёртых, история осуществляет нравственное воспитание, «полезна для уяснения истины и лжи, суждения о дурном и хорошем».

#### Хронологический проект Ся-Шан-Чжоу
В начале 1980-х годов в Китае начались первые попытки совмещения методов общественных, гуманитарных и естественных наук. Первым был проект 1981 года Цзинь Гуантао и Лю Цинфэна, посвящённый исследованию системы китайского феодализма при помощи методов системного подхода и кибернетики (в рамках исследования длительности существования этой формации в стране). Исследователи обосновали, что использование естествознания в истории полезно для обогащения и развития марксистского метода исторического исследования. Речь шла о том, что простое линейное сведение целостных и сложных событий к различным причинам при обращении к таким проблемам, как длительность феодализма в Китае, сталкивается с затруднениями, так как не в состоянии динамично описать внутреннюю структуру разнородных факторов в их взаимоотношениях. Пользуясь таким методом, невозможно воссоздать целостную картину, которой можно добиться только применением нового инструментария. Дискуссия быстро приобрела политическое измерение, так как оппоненты Цзинь Гуантао и Лю Цинфэна попытались обвинить их в том, что отбрасываемые ими «традиционные методы» являются основными для марксизма. Занявшие центристскую позицию участники дискуссии, такие как Лю Данянь, подчёркивали, что нельзя полностью отказаться от фактора случайности и классовой борьбы и недопустимо скатываться к «техноцентризму» и «техническому детерминизму». Вдобавок, новые методы не могут иметь значения руководящей идеологии, а история из науки может превратиться в прикладную концепцию или «игру со структурами».
Осенью 1995 года китайский специалист по системологии и управлению Сун Цзянь предложил реализовать многоотраслевой проект, в рамках которого изучались и «обкатывались» в комплексе методы социальных гуманитарных и естественных наук. Проверка хронологии древней истории Китая была сочтена удобным «полигоном». Проект получил существенную поддержку государства: в конечном итоге в нём приняли участие более 200 ведущих специалистов (во главе с Ли Теином), представлявшие Госкомитет КНР по науке и технике, Академию наук и Академию общественных наук КНР, и т. д. Проект был включён в IX пятилетний план развития народного хозяйства Китая как приоритетный; официально он стартовал в мае 1996 года. Министерство науки и техники официально приняло отчёт о завершении проекта в сентябре 2000 года и поставило ему высокую оценку. Официальный краткий отчёт увидел свет в октябре того же года.
Суть проекта заключалась в перепроверке хронологических маркеров, предлагаемых древней историографией и источниками со стороны археологии, палеографии, астрономии, при помощи комплекса естественнонаучных методов. Например, физические методы датирования применялись к гадательным надписям и бронзовым изделиям древнего Китая, и после экспертизы подлинности нанесённые на них надписи вносились в общую базу. Древние календарные и астрономические надписи перепроверялись астрономами, главным образом, по сопоставлению дат упоминаемых солнечных и лунных затмений, а также для определения абсолютной датировки событий. Учитывались также археологические данные, которые могли быть подвергнуты радиоуглеродной датировке. Первым этапом проекта стало создание базы данных, в которую были внесены все китайские тексты, созданные до эпохи Тан. Забор материалов для абсолютной датировки проводился при новых раскопках в Пекине, Шаньси, Шэньси и Хэнани, причём оценка полученных данных проводилась независимо археологами и физиками. Отдельно работали астрономы, используя новое программное обеспечение.
В апреле 1996 — мае 2000 годов были проведено 52 конференции, в которых участвовали как члены проекта (пытаясь, в том числе, понять методы работы друг друга), так и внешние эксперты, в том числе Дэвид Найвисон. Проект основывался на доверии к сведениям древнекитайских источников (после их перепроверки и привязки к астрономическим явлениям) после 841 года до н. э.; следовательно, работа шла от поздних дат к более ранним. Главной задачей было определение хронологических рамок династии Ся. Попутно были подтверждены некоторые древние сведения: так, в «древнем тексте» «Бамбуковых анналов» упоминается «двойная заря», когда восход солнца совпадал с полным солнечным затмением. Расчёты показали, что упомянутое явление на территории Северного Китая могло наблюдаться только 21 апреля 899 года до н. э., оно соотносится с чжоускими надписями на бронзовых сосудах. При наблюдении полного солнечного затмения в Синьцзяне 9 марта 1997 года были зафиксированы те же явления: после восхода наступает «ночь», за которой следует новый рассвет. Надёжность сведений о периоде Чжоу была подтверждена радиоуглеродным исследованием гробницы в Фэнси (в Шэньси), которая позволила точно соотнести абсолютную и археологическую датировку.

#### Историография и идеология в постдэновский период
После кончины Дэн Сяопина в 1997 году и усилении рыночных тенденций в экономике КНР, идеологическая роль историографии в задачах КПК по легитимизации власти изменилась. С одной стороны, партия стремилась монополизировать националистический дискурс, в котором КПК являлась выразителем интересов и защитником китайской нации. Каждый из руководителей КНР стремился создать собственную идеологию: «Три представительства» Цзян Цзэминя, «Гармоничное общество» Ху Цзиньтао и «Китайская мечта» и «Четыре всесторонних аспекта в КНР» Си Цзиньпина. Для идеологического обоснования своих действий руководство КПК активно использует историческое прошлое Китая, из актуальных источников новой идеологии Чэнь Чжэн выделял три: элементы конфуцианства, миф о величии имперского Китая и национализм. Особую роль в данном контексте играет вопрос о границах и приграничных народах, при изучении которого китайские учёные используют концепцию «Великого соединения» (кит. трад. 大一統, упр. 大一统, пиньинь dà yī tǒng, палл. да и тун). Например, утверждается, что в Цинскую эпоху образовалась единая многонациональная страна. Концепция «Великого соединения» позволяет успешно отрицать территориальную экспансию Китая, а также «неудобные» для великоханьского национализма монгольское и маньчжурское завоевание. Все завоевательные походы и войны Китая против национальных меньшинств внутри страны и против соседних народов за последние две тысячи лет рассматриваются как «справедливые», как столкновения «в одной общей семье».

### Историография Тайваня и Гонконга

#### Тайвань
Со второй половины XX века оформляется отдельная тайваньская историография, которой присуща известная двойственность, отражающая политический статус острова. Историография Тайваня является частью общекитайской историографии с её характерными особенностями, с другой стороны, она претендует на особый статус и автономное существование. Происходящие после 1980-х годов процессы Анн Эйлен обозначала как «переход от синоцентрической к тайваноцентрической парадигме». Тайваньский историк Чжан Лунчжи (張隆志) выразился ещё более радикально: «исторические исследования на Тайване относятся к разным взаимоисключающим парадигмам». С 1928 года в колониальном Тайване действовал Императорский университет Тайхоку (ныне Тайваньский университет), в котором велось преподавание истории японскими специалистами, преимущественно, в духе классического позитивизма. После эвакуации Гоминьдана в 1949 году, с 1 ноября началось функционирование Academia Sinica, что означало коренной разрыв в деятельности академических институтов и интеллектуальной среды на острове. На Тайвань переселились крупнейшие китайские историки Фу Сынянь (основатель Института истории в Academia Sinica) и Ху Ши, которые продолжали заниматься теми же направлениями исследований, что и до войны. Школа Ху Ши находилась в оппозиции к концепциям марксистского исторического материализма и сунского неоконфуцианства, поскольку утверждала поиск объективности и минимизацию вмешательства в историческую реальность познающего субъекта, ибо он всегда является политически ангажированным.
Следующее поколение тайваньских историков, преимущественно, получало образование в США и его представители стремились адаптировать для китайской аудитории новейшие достижения западной историографии. На Тайване получил образование известный гонконгский социолог Эмброз Кинг, который известен продвижением методов Макса Вебера и осмыслением в их свете модернизации Китая. На развитие интеллектуальной истории в Гонконге и на Тайване сильное влияние оказал Юй Инши, пропагандируя либеральную историографию Берлина и Коллингвуда. Новое поколение тайваньских историков было знакомо и с трудами школы «Анналов» (преимущественно, в английских переводах). Тем не менее, по замечанию Дамьена Морье-Жену, до конца 1970-х годов собственно тайваньская проблематика почти отсутствовала в издаваемых на острове исторических трудах, поскольку местная среда в социокультурном отношении по определению считалась китайской. Официальная политика Гоминьдана была направлена на вытравливание следов японских влияний и конструирование китайской нации, исходя из теоретических постулатов, сформулированных до войны на материке.
Работы антрополога Чэнь Цинаня об аборигенных этнических группах Тайваня в период маньчжурского господства, открыли дискуссии и политические столкновения 1980—1990 годов между прогоминьдановскими и оппозиционными историками за признание существования отдельной тайваньской истории, описывающей исторический опыт разных этнических групп на острове. Эти дискуссии имели политическое значение в борьбе за отмежевание Тайваня от претензий Китайской Народной Республики. Чжан Лунчжи поставил вопрос об условиях, в которых на Тайване может быть создана «научная отечественная история» (本土學術史). В структуре Academia Sinica в 2004 году официально был открыт Институт истории Тайваня, причём процесс его создания занял более десятилетия. В работах тайваньских историков представлены все основные отрасли современной исторической науки, в том числе история идей, история колониальных элит, положения женщин и торговцев, истории ментальности и материальной культуры. Социолог Сяо Ацинь (蕭阿勤) в своей работе о культурном национализме предпринял попытку адаптации философии истории Поля Рикёра, подчёркивая структурное единство исторического и вымышленного повествования. Постколониальные исследования представлены в англоязычных работах Эммы Цзиньхуа Дэн.

#### Гонконг
Основоположником гонконгской историографической традиции считается немецкий миссионер Эрнст Иоганн Эйтель. Особенностью данной традиции является принадлежность истории Гонконга к домену западной историографии, история делится на периоды, соответствовавшие правлению того или иного губернатора. Предметом внимания немногочисленных историков XIX—XX веков (известность получил Джордж Эндокотт) были события из жизни английской администрации и колониального общества. Отношения с Китаем рассматривались лишь в связи с кризисами в англо-китайской дипломатии. Интерес к местной истории резко возрос в Гонконге лишь на рубеже 1970—1980-х годов, когда переговоры о передаче колонии под юрисдикцию КНР перешли в практическую плоскость. Тем не менее, Элизабет Синн отмечала, что, несмотря на небольшой объём, гонконгская историография разнообразна, и в массиве её текстов можно выделить пять направлений, в зависимости от подходов и применяемой методологии. С точки зрения и китайских, и западных учёных, до 1960-х годов Гонконг воспринимался как периферия, причём для китайской (династийной в своей основе) историографии он был слишком незначительным, чтобы заслуживать самостоятельного изучения.
Одним из ранних китайских историков (этнически хакка) был Ло Сянлинь, который занимался доколониальной историей острова, и культурным взаимодействием Востока и Запада. Он работал на кафедре истории Китая Гонконгского университета, а также стал первым директором Института истории и литературы Китая Чжухайского колледжа. С 1951 года он читал курс «Введение в историографию», и публиковал статьи и монографии об истории Гонконга с 1959 года. Английский вариант доколониальной истории Гонконга Ло Сянлиня (каждая из 10 глав была посвящена одному из исторических поселений на острове) был выпущен в 1963 году. Представители «патриотической» китайской гонконгской историографии работали традиционными методами, то есть преимущественно использовали письменные источники, начиная от династических историй, местных описаний и генеалогий, эпиграфики, и почти не использовали другие виды источников, включая устные. Западные антропологи обратили внимание на общество Гонконга лишь в 1960-е годы. Попытка открыть местное отделение Королевского азиатского общества была предпринята ещё в 1840-е годы, сразу после основания колонии, но фактически оно стало функционировать только с 1960-х годов. Первый исторический архив в городе открылся лишь в 1974 году. Губернаторский ордонанс об охране памятников старины был издан в 1976 году.
Исследования Гонконга в КНР начались ещё позже — с середины 1980-х годов, и так же в связи с вопросом передачи колонии. Первым выдающимся гуандунским историком, который специально занимался Гонконгом, был Цзинь Инси (金应熙, 1919—1991). При Чжуншаньском университете (Гуанчжоу) основан Институт Гонконга и Макао, издающий специализированный журнал «Исследования Гонконга и Макао» (《港澳研究》). Центр исследований Гонконга существует в Гуандунской академии общественных наук и Институте истории, и т. д. После 1994 года преподавание истории Гонконга было включено в программу местных школ высшей ступени, а с 1998 года местная история должна преподаваться школьникам средней ступени, то есть в возрасте 12—14 лет. По мнению Элизабет Синн, до 1990-х годов историография Гонконга испытывала острый кадровый голод, поскольку зарубежные (и континентальные китайские) исследования носили узкоспециальный и прикладной характер, а число историков, занятых проблемами Гонконга, не превышало 10 человек, выпускаемые же ими из университетов специалисты не работали в сфере исторической науки. По сравнению с ситуацией в Британии, в Гонконге отсутствовали краеведы-любители, занятые поиском информации о прошлом конкретных построек, районов и поселений, а отношение населения к своему прошлому оценивалось как «потребительское».